# Équipe de France masculine de basket-ball
Pour les articles homonymes, voir Équipe de France masculine de basket-ball à trois, Équipe de France de basket-ball, Équipe de France féminine de basket-ball et Équipe de France.
Maillots
Actualités
L’équipe de France masculine de basketball est la sélection qui représente la France dans les compétitions internationales de basketball.
Elle rassemble les meilleurs joueurs français sous l’égide de la Fédération française d'athlétisme (1926-1929), de la Fédération française d'athlétisme et de basketball (1929-1932) puis de la Fédération française de basketball depuis le 25 juin 1932.
Formée durant l'entre-deux-guerres, après quelques années de rencontres officieuses, l'équipe de France dispute son premier match international officiel le 4 avril 1926 à Milan où elle s'incline face à l'Italie. Elle fait ensuite partie des dix équipes qui participent au premier championnat d'Europe qui se déroule en 1935 à Genève, en Suisse. Avec 38 participations, la France est la sélection qui compte le plus d'apparitions à l'EuroBasket.
Place forte du basket international d'après-guerre et des années 1950, l'équipe de France connaît ensuite une histoire chaotique, jalonnée de quelques exploits et de nombreuses désillusions. Malgré la présence de joueurs tels Alain Gilles, Jacques Cachemire ou Hervé Dubuisson, membres de l'Académie du basketball français, elle ne gagne plus aucune médaille entre 1959 et 2000, année où elle monte sur la deuxième marche du podium aux Jeux olympiques de Sydney.
L'âge d'or de la sélection se situe dans les années 2010. Avec le sélectionneur Vincent Collet et le meneur Tony Parker, les Bleus remportent leur premier titre international à l'Eurobasket 2013, grâce à une victoire 80 à 66 face à la Lituanie, le 22 septembre à Ljubljana. À la Coupe du monde 2014, malgré l'absence de Parker, la sélection décroche la médaille de bronze, ce qui constitue à ce point le meilleur résultat de son histoire dans cette compétition. Elle renouvelle la même performance lors de la Coupe du monde 2019 en Chine, montant sur la troisième marche du podium après avoir battu l'équipe des États-Unis pour la première fois de son histoire en quarts de finale et mis fin à ses treize années d'invincibilité en compétition internationale. Lors des Jeux olympiques de Tokyo 2020 puis des Jeux olympiques de Paris 2024 elle atteint la finale face aux États-Unis, ce qui porte à quatre son nombre de médailles d'argent aux J.O., après celles de 1948 et de 2000.
Depuis le 25 septembre 2024, le poste de sélectionneur est occupé par l'entraîneur français Frédéric Fauthoux. Le brassard de capitaine est confié à Guerschon Yabusele le 1er août 2025.

## Histoire

### 1893-1919: origines de l'équipe de France

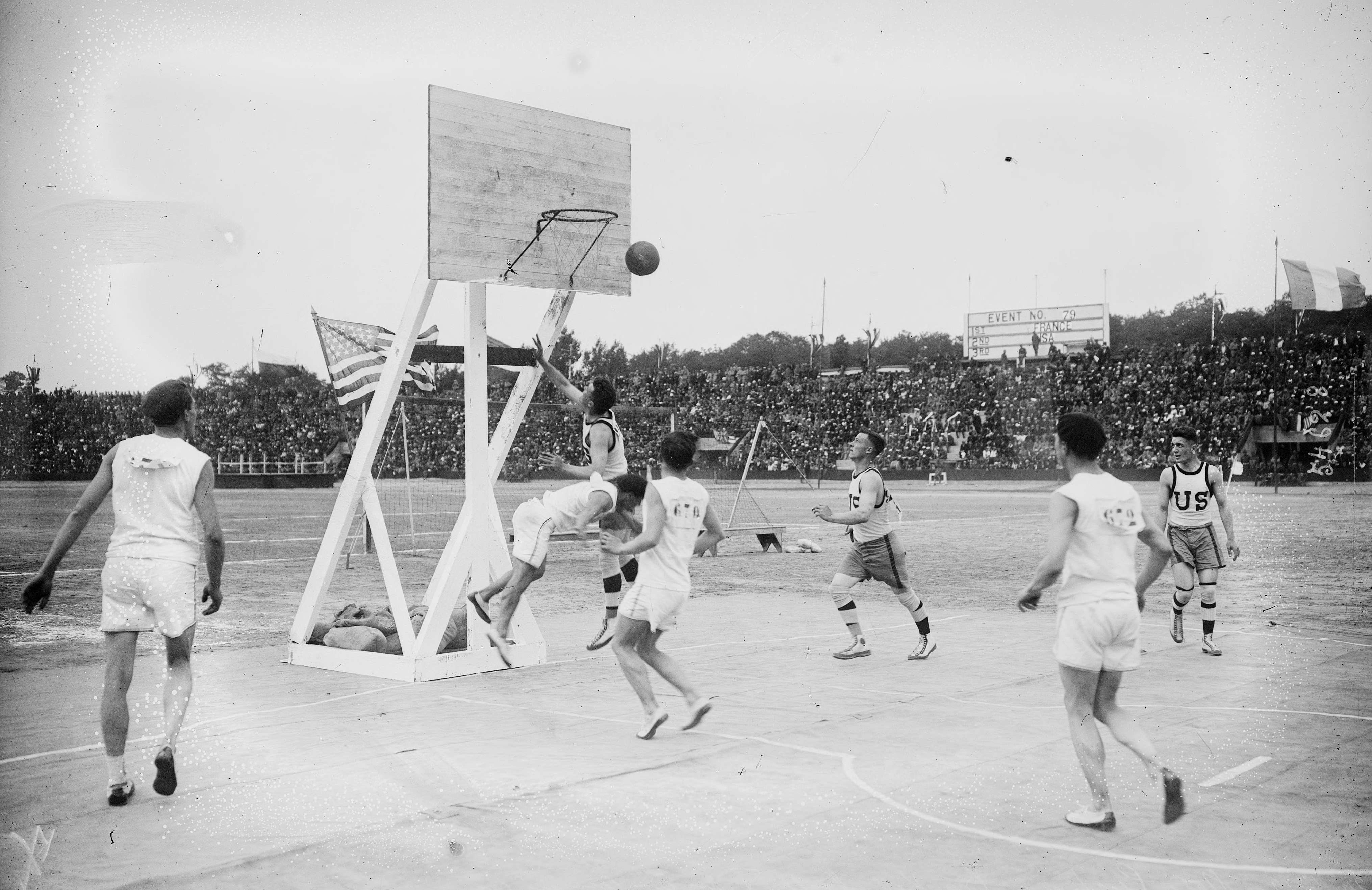
Rencontre France - États-Unis en 1919 au Stade Pershing.

En France, le premier match de basketball se déroule le 27 décembre 1893 au sein de l'université chrétienne de la rue de Trévise, à Paris. Jusqu'en 1917, le jeu reste toutefois confidentiel, sa pratique étant réservée à quelques dizaines de jeunes gens, principalement parisiens.
Le développement du basketball en France s'accélère durant la Première Guerre mondiale en raison de la présence américaine sur le territoire. Durant deux ans, de 1917 à 1919, les Américains — soldats, instructeurs ou agents humanitaires — effectuent des démonstrations publiques qui rencontrent un fort succès.
L’apothéose est le tournoi international organisé lors des Jeux interalliés au Stade Pershing à Vincennes. À cette occasion, les sélections militaires des États-Unis, de l’Italie et de la France disputent trois rencontres devant plusieurs milliers de spectateurs. La sélection américaine bat la sélection française sur le score de 93 à 8, et les Français terminent troisièmes de ce mini-tournoi, ayant également perdu face aux Italiens, 3-15.

### 1926-1943: apprentissage rapide

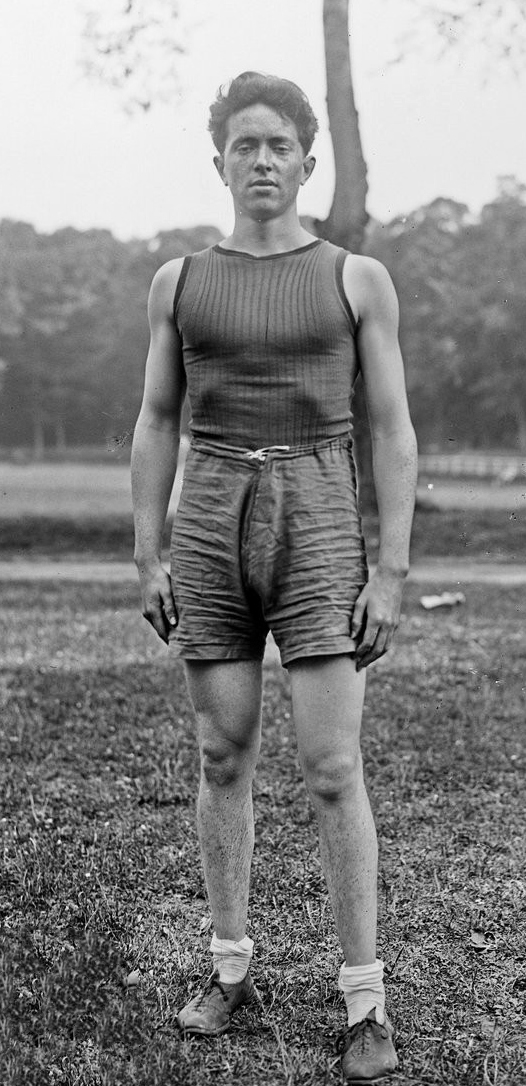
Pierre Guilloux, ici en 1921, est le capitaine des Bleus lors de leur deuxième match officiel, en 1927.

L'équipe de France de basketball, à proprement parler, dispute son premier match le 4 avril 1926 face à l'Italie lors d'une rencontre amicale à Milan, les locaux remportant ce match. Les deux équipes se retrouvent une année plus tard à Paris, et les joueurs italiens dominent à nouveau les Français. Pierre Guilloux est le capitaine de la sélection lors de cette rencontre.

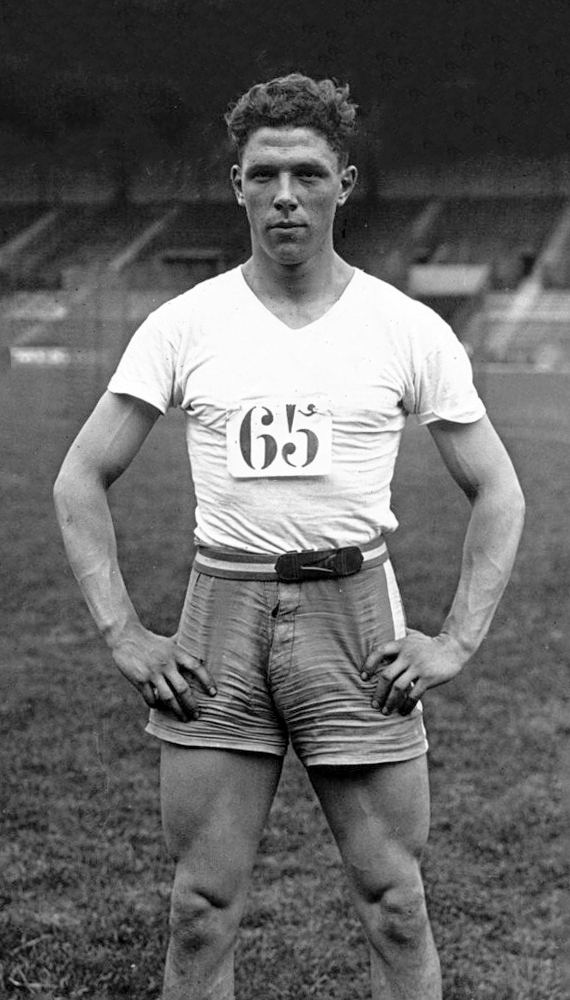
Jacques Flouret, international entre 1930 et 1938.

La France obtient sa première victoire internationale en basketball le 6 mai 1928 en battant l'équipe de Belgique à Bruxelles. Elle réussit à l'emporter à nouveau face aux Belges en 1930 et 1931. Le premier succès à domicile est la troisième victoire contre la Belgique le 26 avril 1931 à Paris. L'équipe française continue sa série de victoires en allant s'imposer au Portugal à Porto, un mois plus tard.
Le premier championnat d'Europe se déroule en 1935 à Genève, en Suisse. La France est une des dix équipes participantes. Battue de deux points par la Tchécoslovaquie au premier tour, l'équipe française joue ensuite les matchs de classement et remporte aisément ses deux rencontres pour terminer à la cinquième place de l'Euro.
L'année suivante, les Bleus participe au premier tournoi olympique de basket-ball lors des Jeux olympiques de Berlin. Cependant, la sélection française ne dépasse pas les phases éliminatoires après ses défaites en ouverture du tournoi face à l'Estonie (29-34) puis en repêchage face à la Chine (38-45).
L'équipe de France monte cependant sur son premier podium dès l'Euro 1937, le deuxième de l'histoire, qui se déroule à Riga, en Lettonie. Les Bleus dominent la Pologne, 27 à 24, pour obtenir la médaille de bronze. Les fers de lance de l'équipe sont Henri Lesmayoux et Étienne Roland.
La fédération française de basketball organise la première compétition internationale sur son sol lors de cette même année 1937. Cet évènement sportif se déroule dans la capitale française, Paris, et se nomme « Coupe des Nations ». À domicile, l'équipe de France remporte la compétition en battant la sélection de Lettonie en finale sur le score de 25 à 24. Après ces victoires sur de nombreuses nations européennes, l'équipe française s'impose contre la Lituanie, champion d'Europe en titre, par 25 points à 18.

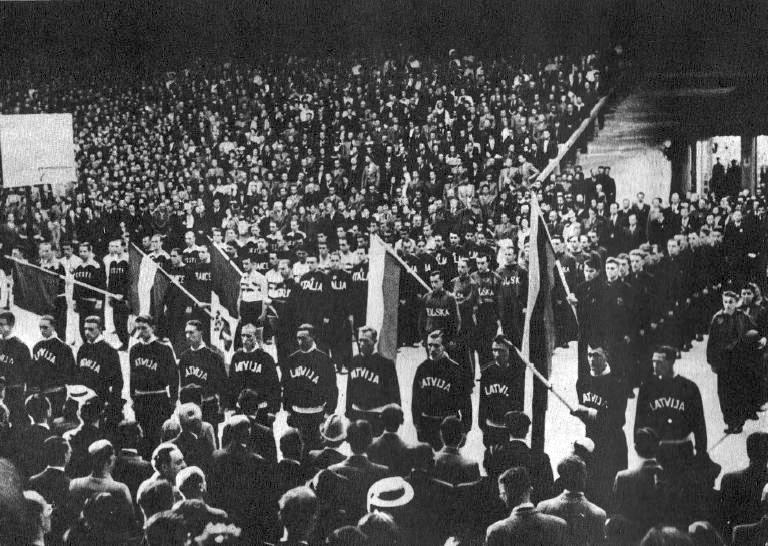
Cérémonie d'ouverture de l'EuroBasket 1939, en Lituanie

Lors des troisièmes championnats d'Europe (en 1939), l'équipe de France termine quatrième. Elle concède des défaites contre la Lettonie et la Lituanie, toutes deux finalistes, et un échec contesté en petite finale contre la Pologne.
Le déclenchement de la deuxième Guerre mondiale interrompt toute compétition internationale. L'équipe de France dispute seulement deux matchs internationaux durant cette période pour deux victoires contre la Suisse et l'Espagne respectivement en 1942 et 1943. Il faut finalement attendre la fin de la guerre pour la voir à nouveau affronter d'autres équipes nationales.

### 1948-1963: première époque glorieuse
La première période de gloire de l'équipe de France se situe à la fin des années 1940 et au début des années 1950.

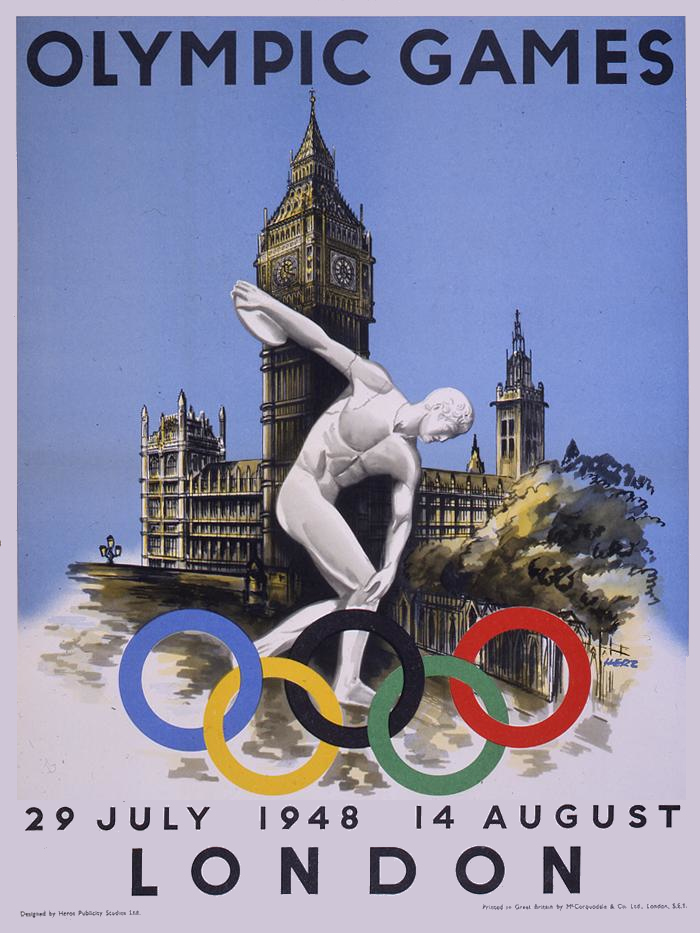
Les Bleus décrochent la médaille d'argent aux J.O. de 1948.

En 1948, aux Jeux olympiques de Londres, l'équipe de France dirigée par Robert Busnel décroche la médaille d'argent. Lors de la première phase, les Bleus terminent 2e du groupe D avec un bilan de 3 victoires, contre l'Iran, Cuba et l'Irlande, pour une défaite contre le Mexique.
En quart-de-finale, le capitaine André Buffière et ses équipiers s'imposent après prolongation face au Chili sur le score de 53 à 52, après un tir décisif à la dernière seconde du temps réglementaire de Jacques Perrier. En demi-finale, la France bat le Brésil 43 à 33, grâce à 16 points de René Derency. En finale, les États-Unis se révèlent intouchables et décrochent la médaille d'or sur le score de 65 à 21.
Dans la foulée de cette médaille olympique, l'équipe de France accroche trois podiums européens consécutifs : 2e en 1949, 3e en 1951 et 1953. La sélection se classe également 4e du Championnat du monde 1954 qui se déroule au Chili. Le Roannais André Vacheresse et le joueur du PUC Roger Antoine sont les chefs de file de cette génération.
Après un petit passage à vide au milieu des années 1950, l'équipe de France obtient une nouvelle médaille de bronze, à l'Euro 1959, en Turquie, sous la direction du sélectionneur André Buffière. Tandis que le vétéran Robert Monclar est le patron de l'équipe, l'ailier Maxime Dorigo, 23 ans, est la révélation du tournoi dans le camp français.
Sous la conduite du meneur Jean Degros, soutenu par Dorigo, Baltzer et le jeune Alain Gilles, les Bleus obtiennent la 5e place du championnat du monde 1963, qui se tient à Rio de Janeiro, au Brésil. Maxime Dorigo termine meilleur marqueur du Mondial au total de points (155, soit 17,2 points par match) et est élu dans le cinq idéal de la compétition.

### 1964-1982: traversée du désert

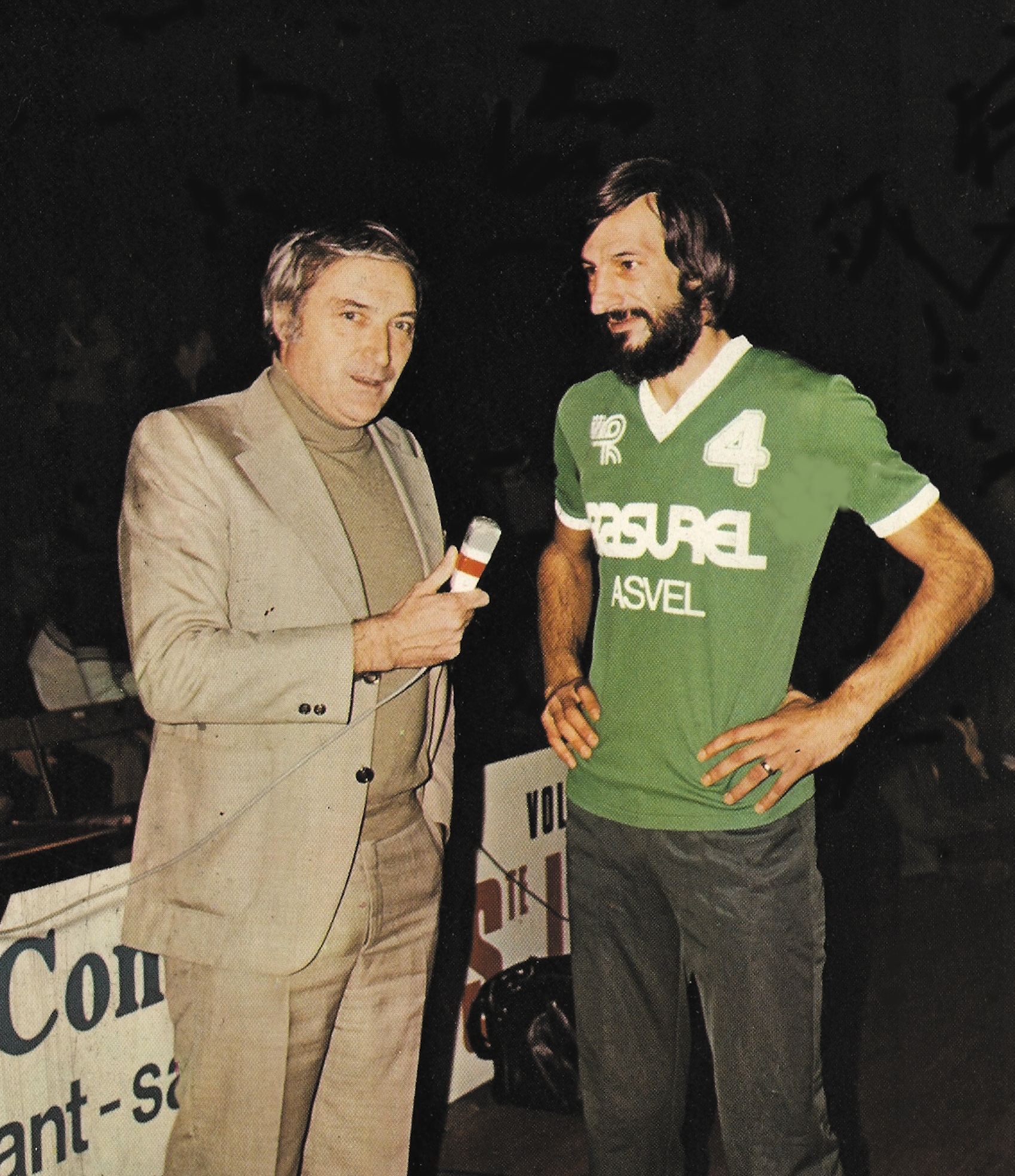
Alain Gilles, le joueur phare des années 1970.

Les années qui suivent sont moins glorieuses, la France déclinant progressivement avant de disparaître complètement des deux compétitions mondiales majeures durant la deuxième moitié des années 1960 et les années 1970, manquant cinq éditions d'affilée de chacun de ces tournois internationaux.
Malgré l'éclosion de joueurs de talent, comme Alain Gilles puis Jacques Cachemire, l'équipe manque les Jeux olympiques entre 1960 et 1984, ainsi que le championnat du monde entre 1963 et 1986. Sur la scène européenne, les Bleus ratent la qualification à l'Euro en 1969 et 1975, pour ce qui constitue les deux seuls rendez-vous manqués par l'équipe.

### 1983-1998: redressement difficile

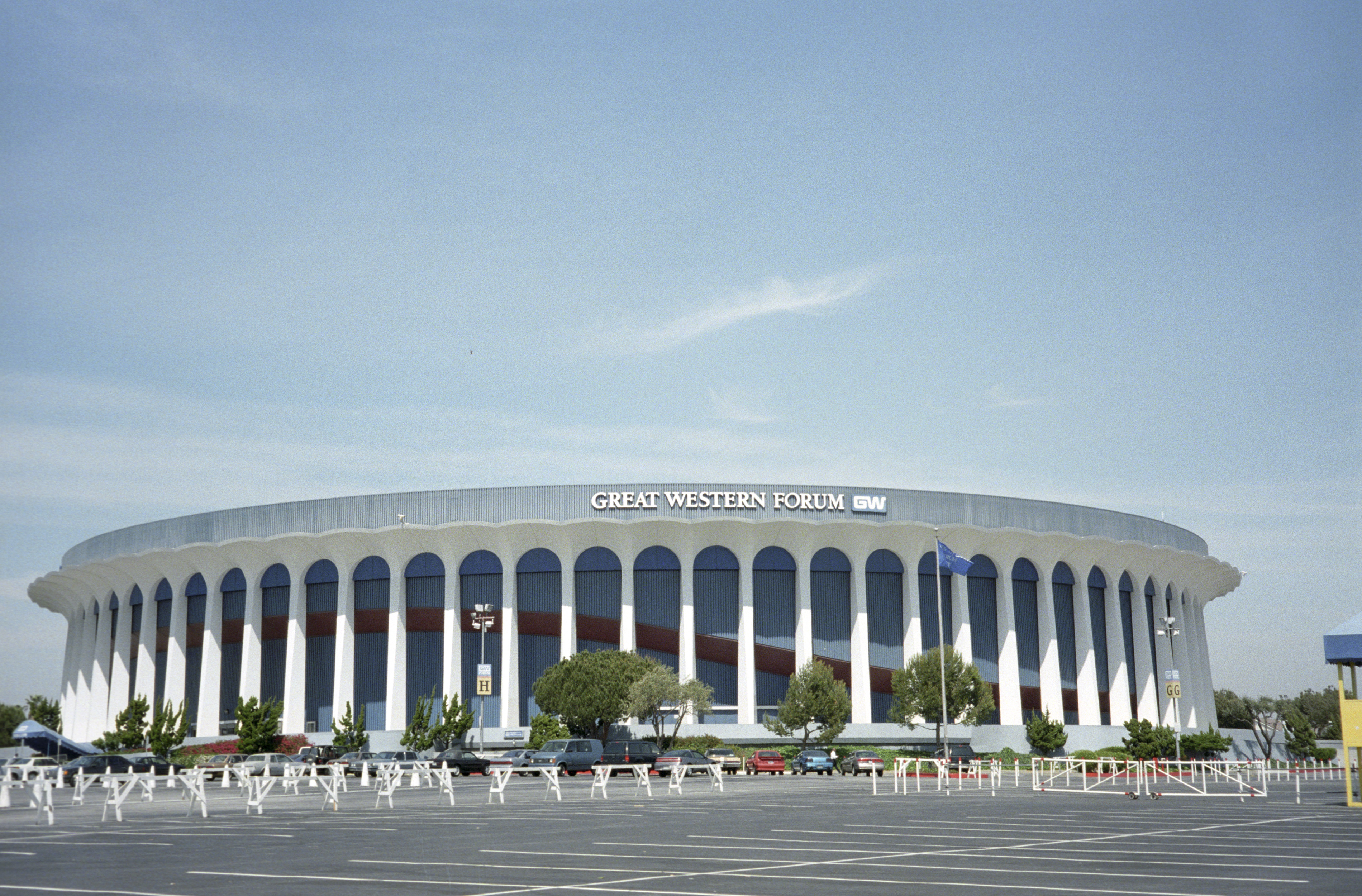
Le Forum d'Inglewood, théâtre des J.O. 1984.

Les années 1980 voient éclore une génération porteuse d'espoirs comptant dans ses rangs, entre autres, Hervé Dubuisson, Richard Dacoury et Stéphane Ostrowski. Durant cette décennie, la France fait son retour aux Jeux olympiques, en 1984, et au Championnat du monde, en 1986. Une présence qui ne sera pas couronnée de succès.
Lors de l'Euro 1983 organisé en France (à Limoges, Caen et Nantes), les Bleus obtiennent la 5e place avec un bilan de 4 victoires pour 3 défaites. L'intérieur Philip Szanyiel est le meilleur marqueur de l'équipe avec une moyenne de 19 points par match. Au printemps 1984, l'équipe de France dispute le tournoi préolympique, qui est également organisé en France (à Orléans et Paris-Bercy). Sur la lancée de leur bonne prestation à l’Euro 1983, les Bleus décrochent leur billet pour le tournoi olympique de Los Angeles, qui se déroule au Forum d'Inglewood.
Mais l'expérience olympique est un fiasco retentissant, tant sur le plan sportif (11e sur 12) que médiatique. En raison d'écarts de conduite, le sélectionneur Jean Luent prive Richard Dacoury et les frères Éric et Gregor Beugnot de la rencontre face aux Américains, une débâcle conclue par la plus lourde défaite de l'histoire des Bleus (62-120). Cette décision, combinée aux six défaites sur sept rencontres, présentent les basketteurs comme des touristes.
Après les Jeux olympiques, les Bleus disputent les qualifications pour le Championnat du monde 1986. Avec un bilan de 3 victoires pour 3 défaites, l'équipe termine deuxième du groupe C derrière la Grèce et n'est pas qualifiée. Mais la FIBA lui octroie tout de même une invitation pour l’événement, au même titre que la Nouvelle-Zélande.
Ces qualifications pour le Mondial 1986 sont marquées par une rencontre épique disputée face à la Grèce à Equeurdreville, en Basse-Normandie, le 21 novembre 1985. Ce jour-là, les Bleus s'inclinent après trois prolongations sur le score de 130 à 126, ce qui représente à la fois le record de points marqués et encaissés par l'équipe de France. Hervé Dubuisson termine la partie avec 51 points, le record pour un international français.
Pour le Championnat du monde 1986, qui se déroule en Espagne, la sélection compte, entre autres, Hervé Dubuisson, Eric Beugnot, Richard Dacoury et Stéphane Ostrowski. Défaits d'entrée par l'Espagne (84-80) puis la Grèce (87-84) les Bleus alignent ensuite trois succès, contre le Brésil, la Corée du Sud et Panama. Troisième du groupe A ex æquo avec la Grèce, la France est néanmoins éliminée au point-average particulier et achève le tournoi à la 13e place.
Durant les années 1990, l'équipe de France se reconstruit et a souvent fière allure, mais des problèmes de santé et/ou d'ambiance interne lors des tournois européens la privent des grands rendez-vous mondiaux jusqu'en 2000.

### 1999-2000: un premier sommet atteint aux Jeux olympiques

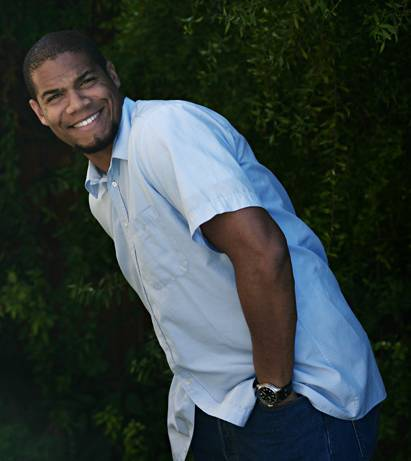
Tariq Abdul-Wahad, un personnage controversé lors de l'EuroBasket 1999.

L'EuroBasket 1999 est organisé en France, sur sept sites différents. L'équipe construite autour d'Antoine Rigaudeau et Tariq Abdul-Wahad réalise un bon tournoi, bien que des problèmes internes ébranlent le groupe en fin de compétition (affaire dite "des chaussettes hautes").
Les Bleus disputent le premier tour à Toulouse, le deuxième à Pau avant de rallier le Palais omnisports de Paris-Bercy pour la phase finale.
En quart-de-finale, la France écarte la Turquie au bout du suspens (66-63), grâce à un tir à trois-points décisif de Laurent Foirest, et obtient par conséquent son ticket pour les Jeux olympiques de Sydney. En demi-finale, elle échoue face à l'Espagne (63-70) emmenée par un Alberto Herreros de gala, auteur de 29 points. Sur fond de querelles intestines, l'équipe se classe finalement 4e, après une défaite contre la Yougoslavie lors de la petite finale (74-62) à laquelle ne participe pas Tariq Abdul-Wahad, victime d'une "blessure qui fait beaucoup jaser".
En 2000, la France retrouve donc les Jeux olympiques, après seize ans d'absence. Par rapport à l'Euro 1999, le sélectionneur Jean-Pierre de Vincenzi décide d'écarter Tariq Abdul-Wahad et de rappeler Yann Bonato. Le pivot américain naturalisé Crawford Palmer intègre le groupe, où il prend la place d'un autre naturalisé, Ronnie Smith. Par ailleurs, l'ossature de l'équipe reste la même qu'en 1999, avec Antoine Rigaudeau, Laurent Sciarra et Moustapha Sonko sur le poste de meneur, Stéphane Risacher et Laurent Foirest à l'aile, et Jim Bilba, Frédéric Weis et Cyril Julian à l'intérieur.

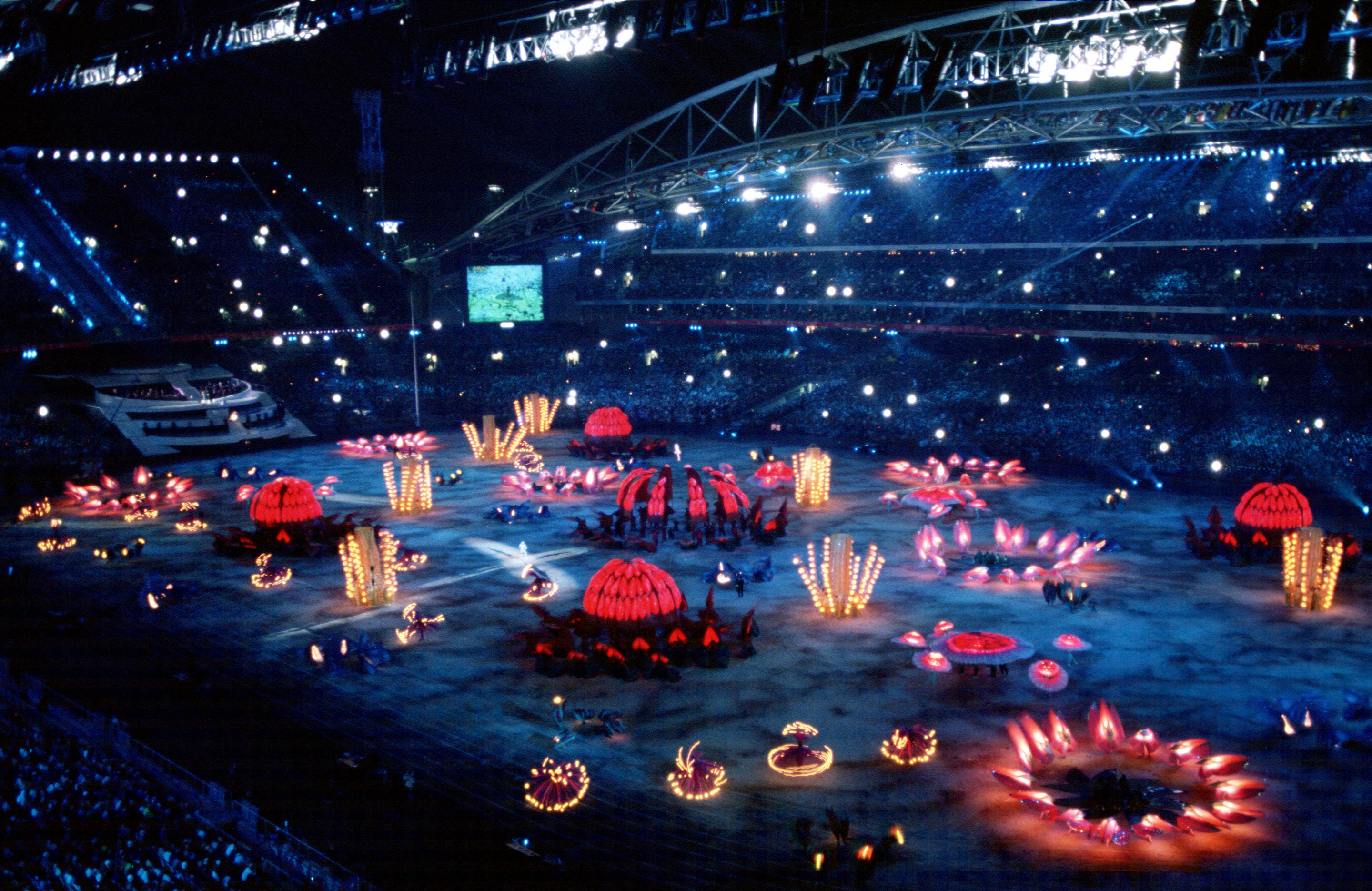
Cérémonie d'ouverture des Jeux de Sydney.

Malgré une phase de poule difficile, les Bleus se qualifient pour le tournoi final, où ils éliminent successivement le Canada de Steve Nash en quart-de-finale (68-63), l'Australie de Luc Longley, qui évolue pourtant à domicile, en demi-finale (76-52), avant de s'incliner avec les honneurs face aux États-Unis en finale.
À 4 minutes et 26 secondes de la fin de la finale, grâce à un panier à trois-points d'Antoine Rigaudeau, l'équipe de France recolle à 4 points (76-72) et sème le doute dans le camp américain. Inquiet, leur coach Rudy Tomjanovich est contraint de demander un temps-mort. Les Bleus se prennent à rêver d'exploit mais sous l'impulsion de Kevin Garnett et Vince Carter, les États-Unis résistent et s'imposent finalement 85 à 75.
Cinquante-deux ans après les Jeux de Londres, les Bleus décrochent la 2e médaille d'argent olympique du basket français. Antoine Rigaudeau termine meilleur marqueur français du tournoi avec 12,6 points de moyenne, mais c'est Laurent Sciarra qui s'impose comme le leader de la sélection lors de la deuxième semaine de compétition. Le meneur niçois est le meilleur marqueur des Bleus lors des trois matches de la phase éliminatoire (19 points en finale, meilleur marqueur du match).

### 2001-2010: entre consolidation et hésitations

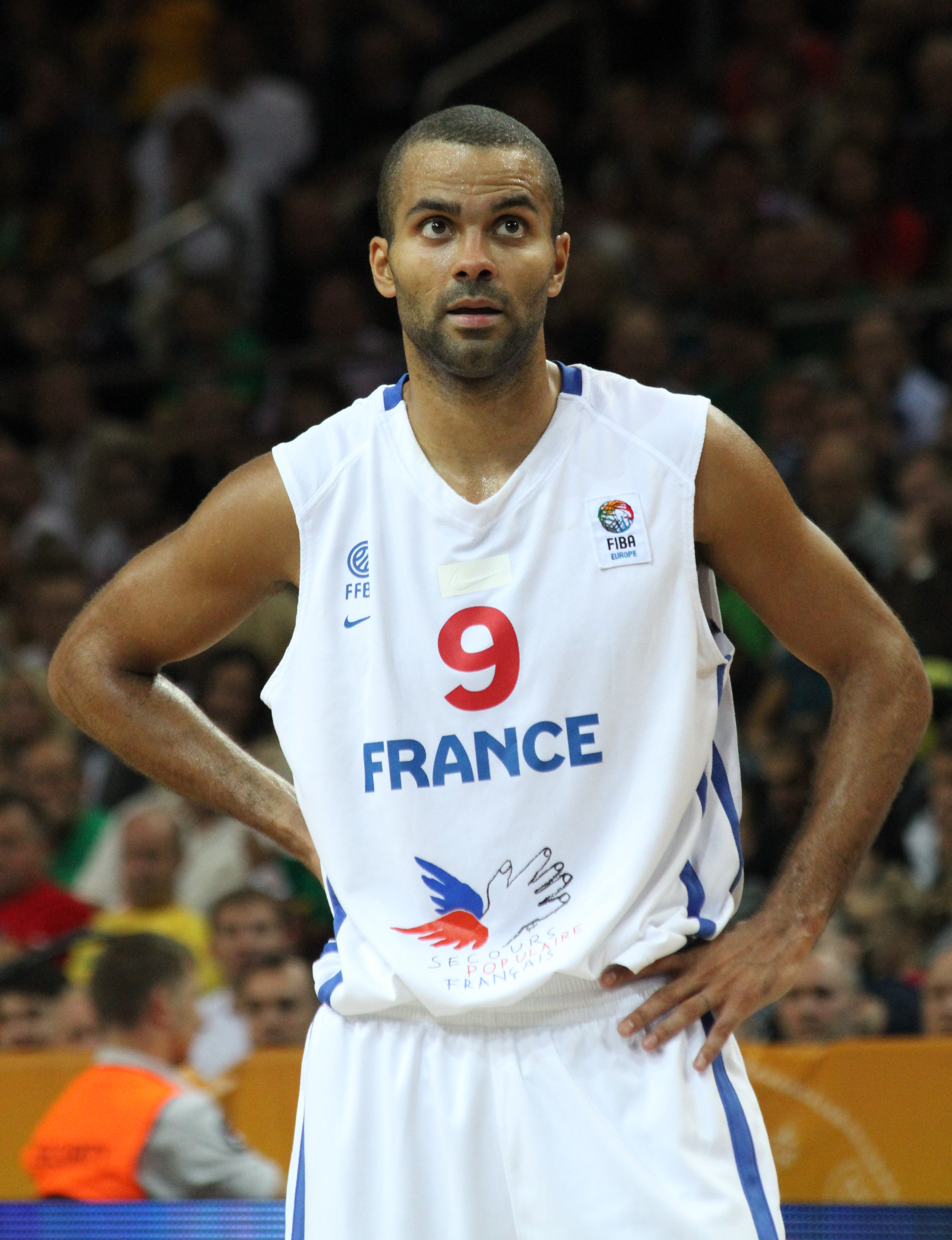
Tony Parker (photographié ici en 2011) dispute son premier Euro en 2001, à l'âge de 19 ans.

Durant les années 2000, l'équipe de France est incapable de capitaliser sur sa médaille d'argent obtenue à Sydney et, malgré l'arrivée d'un jeune joueur très prometteur, Tony Parker, elle retombe dans ses travers, alternant performances encourageantes et désillusions.
L'ossature de l'équipe vice-championne olympique est conservée pour l'Euro 2001, à l'exception notable d'Antoine Rigaudeau qui, à 29 ans, annonce sa retraite internationale quelques jours seulement avant le début de la préparation. Un gros coup dur pour le nouveau sélectionneur Alain Weisz, qui a pris la succession de Jean-Pierre de Vincenzi à la tête de l'équipe.
Tout juste drafté par les Spurs de San Antonio, Tony Parker participe, à 19 ans, à sa première compétition internationale chez les seniors. Mais sans Rigaudeau, l'équipe ne confirme pas sa performance des Jeux : elle est battue en quart de finale par l'Allemagne (81-77) et finit à la 6e place. Une nouvelle génération, celle des champions d'Europe juniors en 2000, prend alors la relève.
L'objectif affiché en 2003 lors du championnat d'Europe n'est rien d'autre que le titre. L'équipe menée par Tony Parker, qui a été sacré champion NBA quelques mois auparavant, comprend deux autres joueurs estampillés NBA : Jérôme Moïso et Tariq Abdul-Wahad, qui effectue pour l'occasion son retour en sélection. L'effectif comprend également Laurent Foirest, Boris Diaw, sur le point de rejoindre la NBA, Cyril Julian et Florent Piétrus. Mais malgré les promesses liées à une dimension physique jamais vue en équipe de France, la sélection échoue en demi-finale contre la Lituanie, puis se saborde totalement lors du match pour la troisième place contre l'Italie, qualificatif pour les Jeux olympiques 2004 d'Athènes.
Pour l'édition 2005, organisée en Serbie-Montenegro, le nouveau sélectionneur Claude Bergeaud décide d'écarter Moïso et Abdul Wahad. Les trois jeunes joueurs NBA Tony Parker, Boris Diaw, et Mickaël Piétrus font partie des leaders d'une équipe qui voit revenir le vétéran Antoine Rigaudeau, qui sort de sa retraite internationale pour accepter un dernier défi. Bergeaud surprend également en sélectionnant au dernier moment un autre médaillé de Sydney, le pivot Frédéric Weis qui n'a pas effectué la préparation.

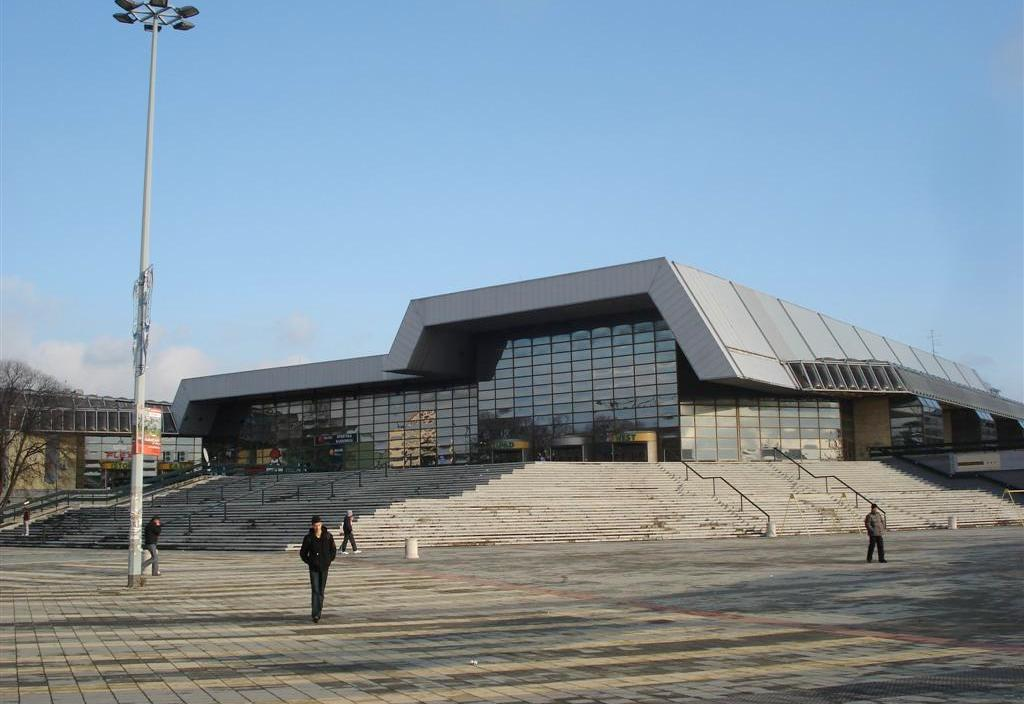
Le Centre sportif SPENS à Novi Sad, théâtre du match de barrage face à la Serbie-Monténégro, à l'Euro 2005.

Après un premier tour raté (1 victoire, 2 défaites), l'équipe de France réalise deux exploits dans des matchs couperets. À Novi Sad, elle élimine tout d'abord en barrages la Serbie-Monténégro (74-71), championne du monde en titre, qui joue à domicile. Pour cette rencontre, le sélectionneur Claude Bergeaud décide de titulariser Rigaudeau à la place de Parker, une stratégie qui s'avèrera payante lors de toute la phase éliminatoire. En quart de finale, grâce à une très grande performance défensive, les Bleus s'imposent largement face aux tenants du titre, les Lituaniens (63-47). En demi-finale, la France retrouve sa bête noire, la Grèce. Elle échoue sur le score de 66 à 67, après un tir à trois-points décisif de Dimitris Diamantidis à 3 secondes de la sonnerie, alors même que les Français menaient de sept points à 45 secondes du terme. Mais, au contraire de 2003, les Bleus remportent la médaille de bronze en battant très largement l'Espagne, de trente points (98-68). Auteur d'un tournoi très complet sur le plan statistique (13,7 pts, 5,3 rbds, 3,4 pd et 1,3 ct), l'ailier Boris Diaw est élu dans le cinq idéal de la compétition, aux côtés de Dirk Nowitzki (Allemagne), désigné MVP, Juan Carlos Navarro (Espagne), Dimitris Diamantidis et Theódoros Papaloukás (Grèce).
La France dispute le mondial 2006 sans Tony Parker, victime d'un doigt vrillé deux jours avant la compétition. Les Spurs, qui viennent de lui signer un contrat de 51 millions d'Euros ne lui permettent pas de participer. Après un premier tour ponctué de trois victoires pour deux défaites, dont une face au Liban, la France bat l'Angola en huitième de finale avant de s'incliner en quart face à la Grèce, sur le score de 73 à 56. Deux victoires en matchs de classement octroient une belle cinquième place aux Français.
Mais l'équipe de France retombe dans ses travers lors de l'Euro 2007. Elle ne parvient pas à trouver son jeu et se fait éliminer dès les quarts de finale par la Russie (75-71), puis est battue lors des matches de classement par la Croatie (86-69) et la Slovénie (88-74). Terminant à la huitième place, elle manque ainsi pour la deuxième fois consécutive une qualification aux Jeux olympiques.
En 2008, Michel Gomez est de retour au poste d'entraîneur, qu'il a déjà occupé de 1993 à 1995. L'équipe doit passer par les qualifications pour pouvoir participer au championnat d'Europe suivant, en 2009. Elle ne parvient pas à s'y qualifier directement et doit disputer un tournoi de repêchage en août, tout juste un mois avant l'Euro. Un nouveau sélectionneur est nommé en la personne de Vincent Collet, l'entraîneur de l'ASVEL Lyon-Villeurbanne.

### 2011-2016: l'âge d'or
Sous la direction de Collet, les Bleus gagnent le dernier billet pour l'Euro 2009 en disposant de la Belgique lors de la finale des repêchages. Lors du championnat d'Europe, la France, qui remporte ses six rencontres des deux premiers tours, échoue en quart de finale face à l'Espagne. Les Français terminent finalement à la cinquième place avec une seule défaite (contre le futur champion), place synonyme de qualification directe pour les deux prochaines compétitions majeures.
Lors du mondial 2010, le sélectionneur se voit confronté à de nombreux forfaits. Tony Parker, après une saison perturbée par des blessures, désire prendre une pause avec la sélection et privilégier la compétition suivante, le championnat d'Europe 2011, qui sera qualificative pour les Jeux olympiques 2012. Ronny Turiaf désire soigner une blessure récurrente au genou. C'est ensuite Antoine Diot, Kevin Séraphin puis Rodrigue Beaubois qui déclarent forfait. Avec trois victoires et deux défaites, les français se qualifient pour les huitièmes de finale où ils affrontent la Turquie, équipe qui évolue à domicile et qui l'emporte sur le score de 95 à 77.

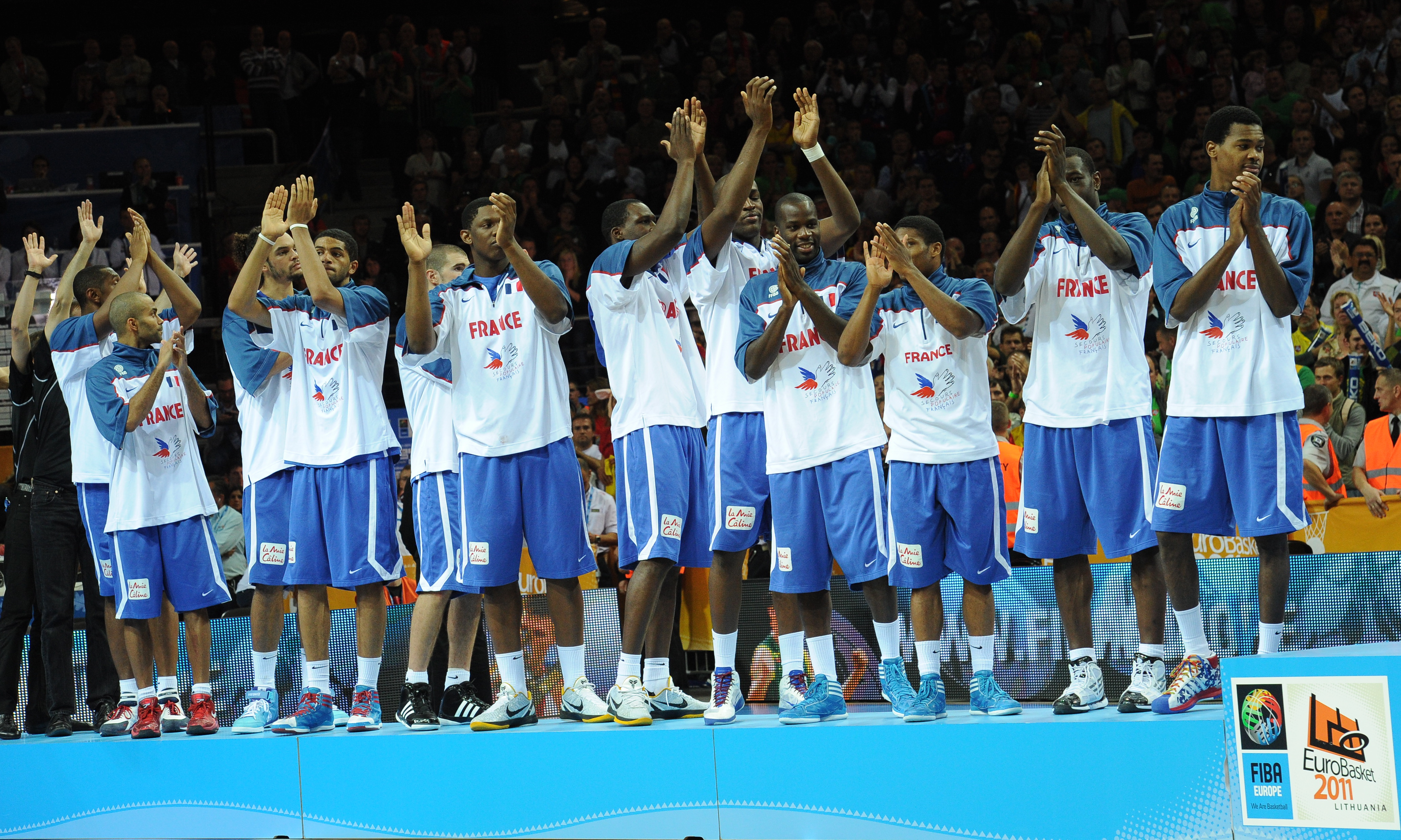
L'équipe finaliste de l'EuroBasket 2011.

L'équipe de France retrouve Tony Parker lors du championnat d'Europe disputé en Lituanie et peut compter sur l'arrivée de Joakim Noah, qui dispute sa première compétition officielle sous le maillot bleu. Elle est d'autant plus importante pour les Bleus qu'elle sert de qualification pour les jeux de Londres. La France obtient sa place pour les jeux en se qualifiant pour la finale après deux premiers tous avec une seule défaite, face à l'Espagne, puis grâce à des victoires face à ses vieux démons : la Grèce en quart de finale et la Russie en demi-finale. Opposée à nouveau à l'Espagne en finale, la sélection française s'incline sur le score de 98 à 85.
L'année 2012 marque le retour de la sélection aux Jeux olympiques, dont elle avait manqué les deux éditions précédentes. L'équipe est légèrement remaniée par rapport à 2011. Forfait en raison d'une blessure mal soignée à la cheville, le pivot Joakim Noah en est le grand absent. Il est remplacé par Ronny Turiaf, qui retrouve sa place dans l'équipe. Après plusieurs années d'absence, l'ailier Yakhouba Diawara réintègre également le groupe, à la place de Charles Kahudi. Avant le début de la compétition, les Bleus font partie des outsiders pour une médaille. "Si la France était une équipe NBA, elle ferait les playoffs", estime le manager général des Wizards de Washington.

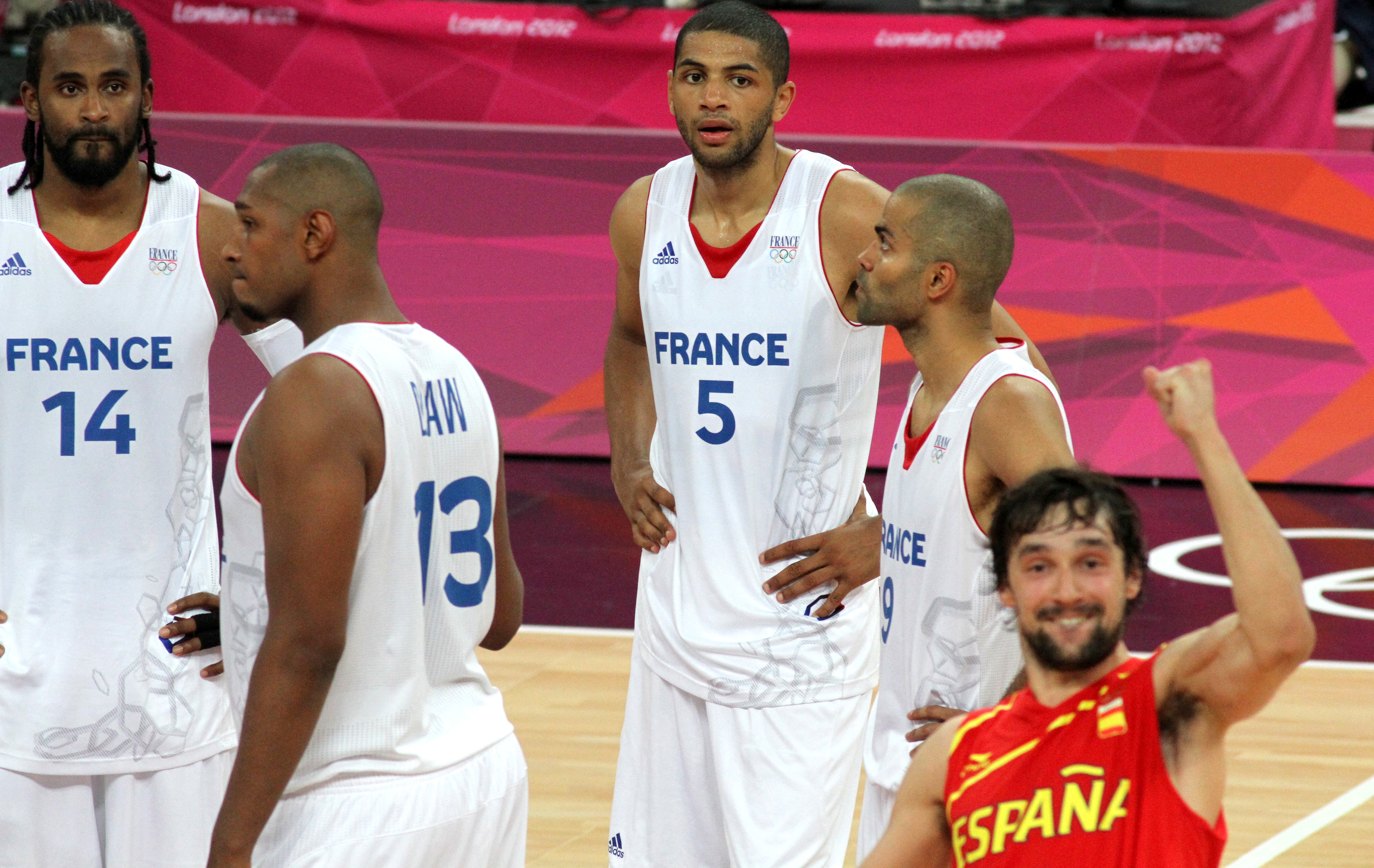
Ronny Turiaf (14), Boris Diaw (13), Nicolas Batum (5) et Tony Parker (9) abattus après leur défaite contre l'Espagne aux Jeux de Londres.

En phase de poule, les Français débutent face au favori de la compétition, les États-Unis. Au contact des Américains au terme du premier quart-temps, achevé avec un point de retard (21-22), les Bleus subissent un 12 à 0 en début de deuxième quart-temps et atteignent la mi-temps avec 16 points de débours (36-52). En panne de réussite, les Français s'inclinent finalement 98 à 71. Mais l'équipe se ressaisit rapidement et aligne quatre succès consécutifs pour clore ce premier tour. Ils écartent successivement l'Argentine (71-64), la Lituanie (82-74), la Tunisie (73-69) et le Nigeria (79-73). Ils terminent ainsi à la deuxième place du groupe A avec un bilan de quatre victoires pour une défaite, derrière les États-Unis, invaincus. La France remplit donc son premier objectif, ce qui doit en théorie lui éviter de rencontrer l'Espagne en quart de finale. Mais la théorie vole en éclats puisque les Espagnols sont vaincus à deux reprises en phase de poule, par la Russie puis, lors de la dernière journée, par le Brésil, dans un match qu'ils sont soupçonnés d'avoir volontairement perdu afin d'éviter la partie de tableau des Américains en phase finale. Quoi qu'il en soit, l'Espagne termine donc troisième du Groupe B et retrouve la France en quart de finale.
Remontés, à l'image de Boris Diaw, les Français prennent rapidement les commandes du match et achèvent le premier quart-temps avec 5 points d'avance (22-17). Ils comptent même jusqu'à 7 points d'avance, mais les Espagnols réduisent l'écart à la pause (37-34). Les Bleus essuient un 2-9 au retour des vestiaires mais ne s'effondrent pas. Ils comptent toujours 2 points d'avance au début du quatrième quart-temps (53-51). La fin de la rencontre est étouffante, aucune équipe ne parvenant à marquer pendant 5 minutes et 4 secondes. Confrontés à un dramatique manque de réussite, les Bleus craquent dans les derniers instants. Frustrés, Ronny Turiaf et Nicolas Batum commettent deux violentes fautes antisportives dans les dernières secondes. L'équipe de France s'incline finalement sur le score de 66 à 59 et quitte donc le tournoi olympique aux portes du top 4.
Pour l'Euro 2013 en Slovénie, l'équipe de France nourrit de grandes ambitions, notamment après les forfaits de trois joueurs majeurs espagnols. Mais elle doit faire elle-même face à une vague de défections, avec pas moins de sept forfaits au poste d'intérieur : Joakim Noah, Kevin Séraphin, Ian Mahinmi, Ali Traoré, Ludovic Vaty (fin de carrière prématurée), Ronny Turiaf et Rudy Gobert. Pour pallier ces absences, Vincent Collet rappelle Johan Petro et fait confiance à Alexis Ajinça et Joffrey Lauvergne, qui disputent pour l'occasion leur première compétition internationale.

Logo de l' EuroBasket 2013.

Les Bleus chutent d'entrée contre l'Allemagne, 80 à 74, lors de leur premier match. Cependant, ils parviennent à terminer premiers de leur poule au premier tour en enchaînant les victoires contre la Grande-Bretagne (88-65), Israël (82-63), l'Ukraine (77-71) et la Belgique (82-65). Le second tour est plus compliqué. L'équipe de France s'incline contre la Lituanie (76-62) et la Serbie (77-65). Toutefois, les Bleus se qualifient pour les quarts de finale grâce à leur victoire face à la Lettonie ponctuée d'un festival offensif (102-91).
La France affronte l'hôte de la compétition, la Slovénie, en quart de finale. Malgré l'hostilité du public local, les Français s'imposent de 10 points (72-62) et assurent leur qualification pour la coupe du monde de 2014 en Espagne. En demi finale, Tony Parker et ses coéquipiers défient de nouveau l'Espagne, double tenante du titre, mais qui a déjà chuté à trois reprises dans la compétition. Les Français sont tout d'abord malmenés et finissent la première mi-temps avec 14 points de retard (34 à 20). Après une seconde période âpre et disputée, les Bleus arrachent la prolongation et parviennent à l'emporter de 3 points, 75 à 72, portés par Tony Parker, auteur de 32 points. En finale, l'équipe du France retrouve la Lituanie. Le premier quart-temps est à la hauteur de l’événement. Les deux équipes répondent présent dans le combat et la Lituanie domine la France après 10 minutes (22 à 19). Le deuxième quart-temps marque le retour des Français qui réalisent une période parfaite (31-12) en assommant l'équipe balte avant la pause grâce à un spectaculaire trois-points réussi à la sonnerie par Antoine Diot. À la mi-temps, les Bleus sont largement devant (50 à 34). Tony Parker et ses coéquipiers réussissent à gérer leur avance durant la seconde période et s'imposent logiquement 80 à 66. L'équipe de France masculine de basket remporte ainsi son premier titre en devenant championne d'Europe 2013. Meilleur marqueur de la compétition avec 19 points de moyenne, Tony Parker est désigné meilleur joueur, MVP, du tournoi.
À la Coupe du monde 2014, en Espagne, l'équipe est privée de Tony Parker, qui a été laissé au repos, et une nouvelle fois, de Joakim Noah. À ces forfaits s'ajoutent ceux d'Alexis Ajinça, Kevin Seraphin, puis Nando de Colo et Ian Mahinmi, tous deux blessés durant la préparation. Malgré tout, le capitaine Boris Diaw annonce que la France vise une médaille lors de cette compétition.

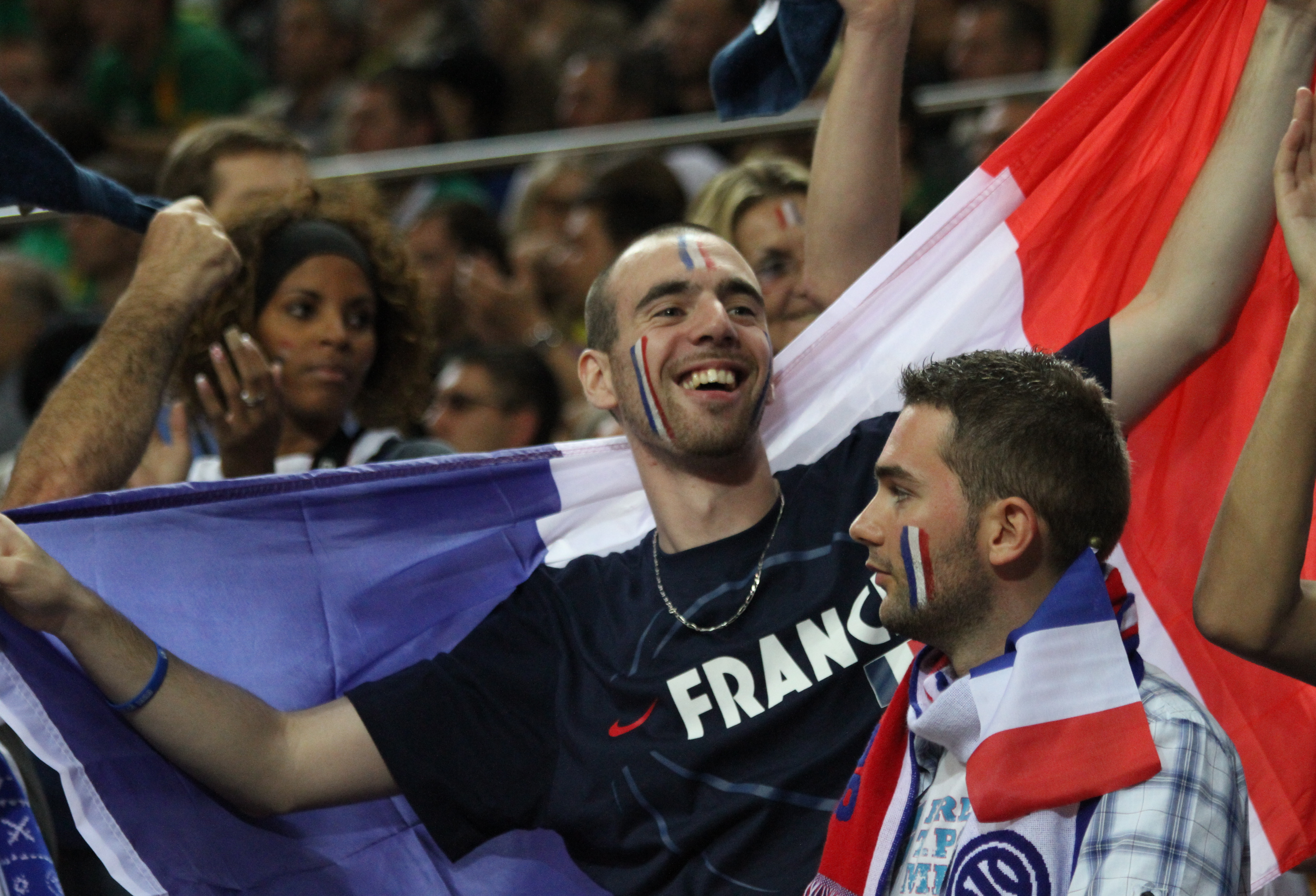
Supporters de l'équipe de France.

Après un premier tour conclu avec 3 victoires (Serbie, Égypte, Iran) et 2 défaites (Brésil, Espagne), les Bleus s'imposent face à la Croatie en huitième-de-finale. Ce succès leur offre une nouvelle confrontation avec l'Espagne, en quart-de-finale. À domicile et au complet, l'équipe espagnole est la grande favorite de la rencontre, d'autant qu'elle a facilement écarté les Bleus au premier tour (88-64). Mais grâce à une grande prestation défensive, notamment de la part du jeune pivot Rudy Gobert face à Pau Gasol, la France réalise l'exploit (65-52) et se qualifie pour les demi-finales pour la seconde fois de son histoire seulement, après 1956. Opposée à la Serbie, l'équipe ne réédite pas sa performance défensive réalisée face à l'Espagne et s'incline sur le score de 89 à 85. Le lendemain, elle réussit néanmoins à prendre le meilleur sur la Lituanie lors de la petite finale, et remporte ainsi la première médaille de son histoire à la Coupe du Monde. Meilleur marqueur de l'équipe (14,6 pts) et auteur d'une grande fin de tournoi (62 pts en 2 matches), l'ailier Nicolas Batum est élu dans le cinq idéal de la compétition, aux côtés de Kyrie Irving (États-Unis), désigné MVP, Miloš Teodosić (Serbie), Kenneth Faried (États-Unis) et Pau Gasol (Espagne).
Lors du championnat d'Europe 2015 organisé chez elle, la France se qualifie pour les demi-finales, qualificatives pour le tournoi préolympique des Jeux olympiques de Rio, face à l'Espagne, leur principal adversaire ces dernières années. Après le quart de finale de l’Euro 2009 (66-86 pour l’Espagne), le match d'ouverture des Championnats du monde 2010 (72-66 pour la France), la double confrontation à l'Euro 2011 (deux victoires de l’Espagne, 69-96 en phase de poules, puis 85-98 en finale), les Jeux olympiques 2012 (victoire de l’Espagne en quart de finale 66-59), l'Euro 2013 (victoire de la France en demi-finale, 75-72) et enfin à la Coupe du monde 2014 (victoire de la France 65-52) ; cette rencontre est la huitième en six ans opposant les deux nations. La France est battue par l'Espagne au terme d'une prolongation insoutenable sur le score de 80 à 75. 3 jours plus tard, elle remporte la médaille de bronze devant 25 000 personnes au Stade Pierre-Mauroy de Lille.
Finissant à l'une des 7 premières places de l'Eurobasket 2015 (mais s'inclinant en demi-finale), l'équipe de France échoue à se qualifier directement pour les Jeux olympiques 2016 (seuls les 2 finalistes de l'Eurobasket se qualifient) mais gagne néanmoins son billet pour l'un des trois tournois de qualification olympique pour les jeux de Rio organisé en juillet 2016 (un mois avant le début des Jeux).
Le tirage au sort envoie l'équipe de France au tournoi de Manille aux Philippines en compagnie de 5 autres nations (le Canada, la Turquie, le Sénégal, la Nouvelle-Zélande et le pays hôte les Philippines).
Favoris de la compétition, la France tient son rang et remporte le tournoi (battant en finale le Canada) synonyme de qualification aux Jeux de Rio.
Malgré une qualification tardive, l'équipe de France nourrit de grandes ambitions aux Jeux olympiques de Rio 2016 et vise une médaille olympique. Lors du tour préliminaire (phase de groupe) la France affronte respectivement l'Australie (défaite 66-87), la Chine (victoire 88-60), la Serbie (victoire 76-75), le Vénézuéla (victoire 96-56) et les États-Unis (défaite 97-100) et finit 3e du groupe A avec un bilan de 3 victoires et 2 défaites.
L'équipe de France accède donc à la phase finale de la compétition et croise une nouvelle fois la route de sa grande rivale la sélection espagnole pour une nouvelle confrontation en quart de finale.
Malheureusement le match très attendu n'a pas lieu : les bleus trop imprécis face à une "Roja" des grands jours doivent s'incliner lourdement sur un score sans appel (92-67).
La France, éliminée en quart de finale, termine à la 6e place du tournoi olympique de Rio 2016.
Une page de l'histoire de l'équipe de France de Basketball se tourne à l'issue de ces Jeux car comme annoncé avant la compétition, le meneur emblématique des Bleus Tony Parker (alors âgé de 34 ans) prend sa retraite internationale, ainsi que deux autres joueurs marquants Florent Piétrus et Mickaël Gelabale.
Le 5 septembre 2016, Vincent Collet est reconduit en tant que sélectionneur de l'équipe de France jusqu'à la Coupe du monde 2019, puis jusqu'aux Jeux olympiques de 2020 si l'équipe se qualifie.

### 2017-2024: "Team France Basket" et succès olympiques
À partir de l'année 2017, la Fédération internationale de basket-ball (FIBA) réorganise ses calendriers de compétitions internationales et instaure des éliminatoires pour les championnats continentaux, la Coupe du monde et les Jeux olympiques (à l'image d'autres sports comme le football). L'EuroBasket 2017 sera pour les pays européens la dernière compétition internationale sans intégration de ce nouveau système.
Ces phases de qualifications sont planifiées les étés des années paires mais aussi en milieu de saison des clubs. Cette situation pose des soucis quant à la venue des joueurs majeurs dans les rangs de l'équipe de France. En effet, les franchises NBA et les clubs d'Euroleague annoncent qu'ils ne laisseront pas de joueurs de leur effectif partir jouer avec leur sélection nationale en plein milieu de saison,.
Cette nouvelle organisation mondiale du basket-ball pousse la FFBB à mettre en place une nouvelle stratégie permettant une structure de l'équipe de France sur le long terme et ayant pour objectif la qualification à la Coupe du monde 2019 et aux Jeux olympiques de 2020.
De cette nouvelle stratégie naît le « Team France Basket », qui devient le nouveau nom officiel de l’ensemble des internationaux français sélectionnables.
Le Team France Basket est à l'été 2017 composé de 37 joueurs ayant tous signé une charte d’engagement qui les engage jusqu’aux Jeux de Tokyo en 2020.
L'équipe de France entame son ère « post-Tony Parker » avec la participation à l'EuroBasket 2017 co-organisé en Finlande, Israel, Roumanie et Turquie. Malgré les forfaits annoncés de joueurs majeurs tels que Nicolas Batum et Rudy Gobert, l'effectif de l'équipe de France reste solide et nourrit de bonnes ambitions pour cette compétition.
Malheureusement, après une phase de groupe en demi-teinte (L'équipe de France finit 3e de son groupe avec un bilan de 3 victoires et 2 défaites), cette campagne se termine avec une elimination prématurée en 8e de finale par l'équipe d'Allemagne emmenée par son talentueux jeune meneur de jeu Dennis Schröder.
Après cet échec, l'équipe de France entame dès novembre 2017 les phases de qualification (Zone Europe) à la Coupe du monde 2019 en Chine. Dans un format de phases de groupe en match Aller-Retour, elle affronte dans un premier temps la Belgique, la Russie et la Bosnie puis dans un second temps la République tchèque, la Bulgarie et la Finlande. Ces éliminatoires (étalés sur 15 mois) sont marqués, comme attendu, par l'impossibilité des meilleurs joueurs évoluant en NBA ou en Euroleague d'y participer régulièrement. Néanmoins, contrairement à d'autres grandes nations européennes, l'équipe de France possède un bon vivier de joueurs de talent non estampillés NBA ou Euroleague, ce qui lui permet d'être un des grands favoris de la Zone Europe. Elle tient son rang tout au long de ces éliminatoires et se qualifie sans encombre avec un bilan total de 10 victoires pour 2 défaites (défaites enregistrées en Finlande et en Bulgarie).
Pendant cette période, elle verra la retraite sportive de son capitaine emblématique Boris Diaw qui jouera son dernier match officiel en bleu le 2 juillet 2018 (victoire en Russie 84-78). Il quitte l'équipe de France avec 247 sélections.
Lors de la Coupe du monde 2019, l'équipe de France réalise l'un des plus grands exploits de son histoire (et certainement le plus emblématique) en battant Team USA sur le score de 89-79 en quart de finale. Les Américains n'avaient plus été éliminés depuis 13 ans (défaite en demi-finale des championnats du monde 2006 face à la Grèce) en compétition officielle, soit une série ininterrompue de 58 victoires internationales consécutives. La France n'avait jamais encore battu les États-Unis en compétition officielle,. Par ailleurs, se retrouvant en demi-finale parmi les deux équipes européennes encore en lice dans cette Coupe du monde (accompagnée de l'Espagne qui remportera finalement le titre), L'équipe de France se qualifie directement pour les Jeux olympiques de Tokyo 2020 pour ce qui constituera sa troisième participation consécutive. Malgré cette performance face aux américains, les bleus, en panne offensivement, doivent s'incliner en demi-finale face à l'Argentine 80-66. Deux jours plus tard, elle décroche la deuxième médaille de bronze de son histoire en Coupe du monde en battant l'Australie lors du match pour la troisième place.
Lors des Jeux de Tokyo 2020, l'équipe de France de Basket-ball bat une nouvelle fois Team USA lors de son entrée dans la compétition le 25 juillet 2021, sur le score de 83-76. Deux ans après leur victoire historique en quart de finale de la coupe du monde 2019, les bleus réitèrent leur performance et s'offrent la première victoire contre l'équipe des États-Unis sur la scène olympique, scène sur laquelle l'équipe américaine n'avait plus été battue depuis sa demi-finale perdue des Jeux de 2004.
La France reste invaincue au premier tour et affronte l'Italie en quarts de finale, s'imposant 84-75. En demi-finale le 5 août, la formation dirigée par Vincent Collet est opposée à la Slovénie où évolue Luka Dončić qui n'a jamais perdu un match international (17 disputés). Le match reste indécis jusqu'au bout, et la Slovénie a la possession dans les 10 dernières secondes, alors que le score est de 90-89 en faveur de la France. Lancé par Dončić, Klemen Prepelič s'élève pour le panier de la victoire, mais Nicolas Batum réalise le contre qui envoie les Bleus en finale.
Deux jours plus tard, l'équipe de France retrouve en finale Team USA mais ne parvient pas cette fois-ci à s'offrir la victoire. Elle s'inclinera de cinq points contre des américains toujours réputés intouchables aux Jeux olympiques et   achèvera sa campagne olympique par une médaille d'argent (la 3e de son histoire).
Fort de ce nouveau de titre de vice-champion olympique, l'équipe de France nourrit de grandes ambitions pour ce nouveau cycle olympique avec en ligne de mire un succès aux Jeux olympiques à domicile en 2024.
En tant que pays hôte pour ces Jeux, la France n'a pas d'enjeux de qualification sur les compétitions qui précèdent (Eurobasket 2022 et Coupe du monde 2023), mais a à cœur d’y briller et d’affirmer son nouveau statut.
L’Eurobasket 2022 en Allemagne est une première occasion de se faire valoir pour l’équipe de France qui, qualifiée depuis le 20 février 2021, aborde cette compétition comme l’un des favoris, malgré les absences remarquées des cadres Nicolas Batum et Nando De Colo.
Après un premier tour en demi-teinte et une phase à élimination directe laborieuse voire parfois chanceuse (2 matches miraculeusement gagnés après prolongation face à la Turquie et l’Italie et une demi-finale gagnée contre la faible et inattendue sélection polonaise), l’équipe de France parvient jusqu’en finale, sans vraiment convaincre, dans laquelle elle se fait largement dominée par la sélection espagnole qui remporte un 4e titre européen.
Après un Eurobasket réussi donc mais peu convaincant dans le jeu, l’équipe de France se qualifie sans encombre l'année suivante pour la Coupe du monde 2023 (Philippines/Indonésie/Japon) et aborde cette compétition dans la peau d’un favori au titre, avec une ambition assumée de vouloir marquer un grand coup à moins d’un an des Jeux de Paris 2024,.
Malheureusement, cette compétition est un échec total : l’équipe de France échoue dès la première phase de groupe perdant ces deux premiers matchs (-30 points contre le Canada et -1 point contre la Lettonie).
Ces 2 défaites, et notamment la déroute face au Canada, équipe favorite au titre, a montré que l’équipe de France n’était pas au niveau de ces ambitions pour cette compétition
Ce fiasco sportif entraîne l’équipe de France dans le doute à quelques mois de ses Jeux olympiques.
L'approche des Jeux olympiques de Paris 2024 est particulière pour l'équipe de France. En plus d'évoluer à domicile, elle s'annonce comme la probable dernière campagne de certains cadres historiques de l'équipe (Nando de Colo et le capitaine Nicolas Batum). La liste des douze joueurs retenus retranscrit ce passage de relais entre ces cadres et une nouvelle génération incarnée par la présence de Victor Wembanyama et Bilal Coulibaly qui eux participeront à leur première campagne internationale.
Visant initialement une nouvelle médaille, l'équipe de France connaît une préparation difficile et aborde le tournoi olympique à l'issue de quatre défaites consécutives (respectivement contre l'Allemagne, la Serbie, le Canada et l'Australie). Cette dynamique se poursuit lors de la phase de poule et les observateurs sont inquiets du niveau proposé malgré la qualification pour les quarts-de-finales.
Finalement, elle montre un visage nouveau et bien plus convaincant lors de la phase à élimination en éliminant le Canada puis le champion du monde allemand pour rejoindre la finale. Dans une finale qui est un remake de celle de Tokyo 2020, elle échouera de peu à vaincre une nouvelle fois Team USA et ses stars NBA en finale olympique. Pour ce qui s'annonce finalement comme la dernière de campagne sous l'ère du sélectionneur Vincent Collet, l'équipe de France s'offre donc à domicile une deuxième médaille d'argent olympique consécutive, la quatrième de son histoire.

## Effectif actuel
Effectif de la France pour les Jeux olympiques de Paris 2024 :
(*) Dernier club fréquenté lors de la saison 2023-24

## Entraîneurs

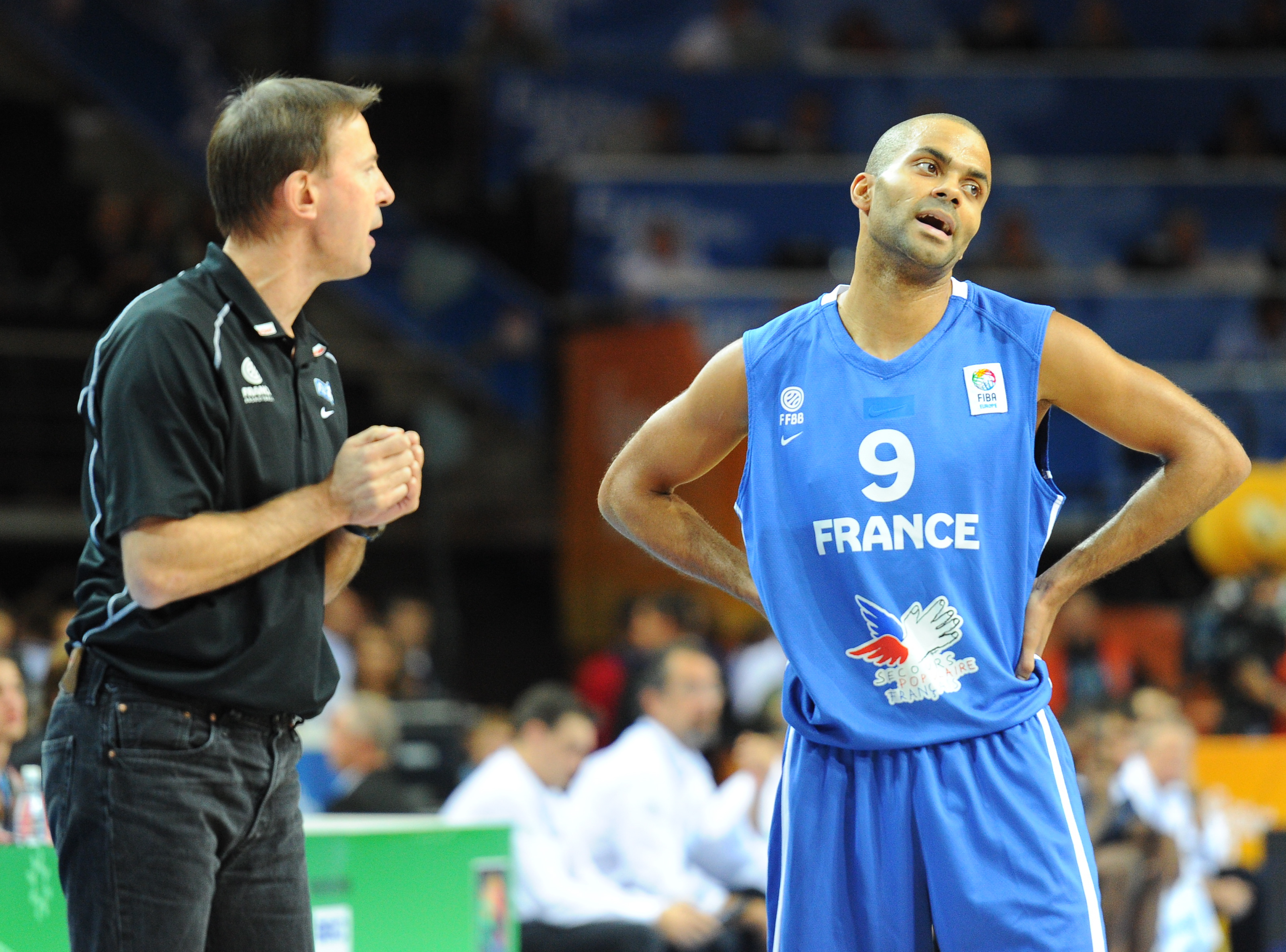
Le sélectionneur Vincent Collet en discussion avec Tony Parker en 2011.

En mars 2009, après plusieurs mois de tergiversations, Vincent Collet est nommé à la tête de l'équipe de France, en remplacement de Michel Gomez. Il est alors assisté de Michel Veyronnet, qui entraîne Rouen, et Jacques Commères, qui a déjà occupé ce poste auprès de Claude Bergeaud et celui d'entraîneur principal de l'équipe de France féminine.
Patrick Beesley est nommé « directeur de l'équipe ». Il a la charge de son entourage et de sa gestion au quotidien.
En mai 2010, Ruddy Nelhomme, entraîneur de Poitiers, est nommé assistant de Vincent Collet, en remplacement de Michel Veyronnet, qui souhaite se consacrer à son club de Rouen à la suite de sa relégation en Pro B.
L'encadrement médical est composé de Serge Petuya (médecin), Fabrice Gauthier (ostéopathe) et des kinésithérapeutes Benoit Mahieu, qui officie également avec Pau-Orthez, Pascal Gohier (de Basket Landes), Yohann Casin (à l'Asvel Basket depuis 2011) et Serges Krakowiak.
Vincent Collet est confirmé à son poste après l'EuroBasket 2013 jusqu'au Jeux olympiques d'été de 2016, après avoir laissé plané quelques jours de doute et avoir reçu le soutien de Tony Parker et Boris Diaw notamment.
Il est reconduit à la tête de l'équipe et garde ce poste de sélectionneur jusqu'au Jeux olympiques de Paris 2024.
En août 2024, en fin de tournoi olympique à domicile réussi par l'équipe de France (médaille d'argent), Vincent Collet annonce arrêter son mandat de sélectionneur après 15 ans de service et 253 matches (179 victoires et 74 défaites).

## Relations avec la NBA

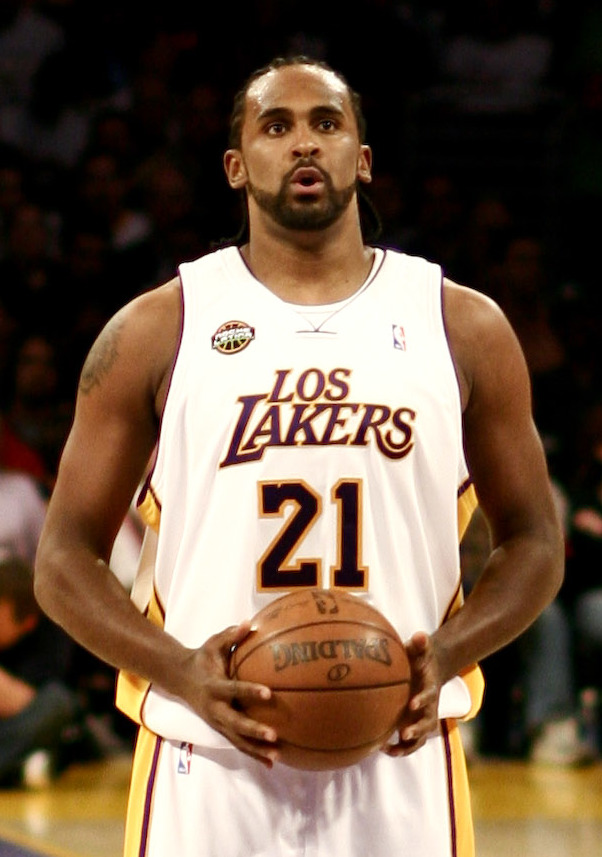
Ronny Turiaf avec les Lakers en 2008.

Le 30 décembre 1976, Bob Riley et Barry White deviennent les deux premiers Américains naturalisés à porter le maillot de l'équipe de France, lors d'un match amical contre la Finlande. De fait, Riley devient ce jour-là, le premier international français doté d'une expérience en NBA, puisqu'il a disputé 7 matches avec les Hawks d'Atlanta lors de la saison NBA 1970-1971. Il jouera ensuite un total de 27 rencontres avec les Bleus entre 1976 et 1980.
Au cours des années 1980 et 1990, l'équipe de France fait appel à de nombreux Américains naturalisés. Parmi eux, Howard Carter, international à 5 reprises en 1994, est également un ancien de NBA où il a disputé 66 matches entre 1983 et 1985 avec les Nuggets de Denver et les Mavericks de Dallas.
Le 11 novembre 1997, Tariq Abdul-Wahad est le premier joueur français à disputer une rencontre officielle de NBA avec les Kings de Sacramento. Il est rejoint dans le championnat nord-américain par Jérôme Moïso en 2000, puis Tony Parker en 2001.
Au cours des années 2000, la France devient le premier fournisseur de joueurs non-américains de la NBA. Douze Français possèdent ainsi un contrat au début de la saison NBA 2010-2011, un record.
Mais cette situation est problématique pour l'équipe de France. D'une part, certaines franchises NBA, comme les Mavericks de Dallas, sont réticentes à voir leurs joueurs disputer des compétitions internationales durant l'été en raison des risques de blessure. D'autre part, les polices d'assurances que doit acquitter la FFBB pour assurer les joueurs NBA durant l'été sont de plus en plus lourdes.

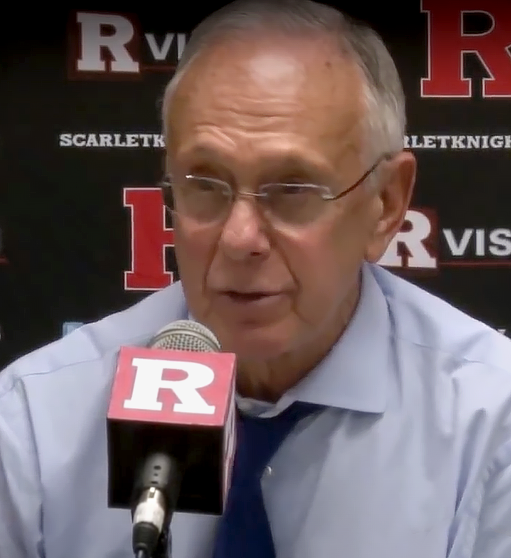
L'entraîneur américain Larry Brown.

Pour gérer les relations avec les franchises NBA, la Fédération engage l'ancien international franco-américain Crawford Palmer au sein du staff de l'équipe de France en 2009. Cette année-là, l'expérimenté entraîneur américain des Bobcats de Charlotte Larry Brown est également intégré au staff de Vincent Collet, en tant qu'observateur, au début de la campagne estivale. Mais l'expérience tourne court, Brown ne séjournant qu'une semaine avec les Bleus, lors du premier stage à Vichy.
Crawford Palmer est pour sa part démis de ses fonctions en 2012, année où Boris Diaw et Nicolas Batum sont privés d'une partie de la préparation aux Jeux olympiques de Londres en raison d'un problème d'assurances.
À partir de 2013, le nouveau directeur technique national Patrick Beesley se charge directement des contacts avec les clubs américains. « Ses relations avec les franchises NBA et les fédérations étrangères seront un atout indéniable », estime le président de la Fédération Jean-Pierre Siutat.

## Résultats

### Palmarès
L'équipe de France comptabilise quatorze médailles dans les trois compétitions internationales majeures (Jeux olympiques, coupe du monde et EuroBasket).
Elle a obtenu quatre médailles olympiques, deux médailles à la Coupe du Monde et dix médailles à l'Euro, dont la première médaille d'or de son histoire en 2013.
| Compétitions mondiales                                                                                 | Compétitions continentales                                                                                                 | Autres compétitions |
| --- | --- | --- |
| - Jeux olympiques - Finaliste en 1948, 2000, 2020 et 2024 - Coupe du monde - Troisième en 2014 et 2019 | - Eurobasket (1) - Vainqueur en 2013 - Finaliste en 1949, 2011 et 2022 - Troisième en 1937, 1951, 1953, 1959, 2005 et 2015 | - Jeux méditerranéens - Finaliste en 1975 - Troisième en 1991 et 1993 - Coupe Stanković - Troisième en 2006 - Tournoi Acropolis - Finaliste en 2006 - Troisième en 1997 - Tournoi de Liège (1) - Vainqueur en 2003 |

### Parcours en compétitions internationales

#### Jeux olympiques
| Année | Position      |      | Année         | Position     |               | Année | Position |
| 1936  | 19e           | 1976 | Non qualifiée | 2008         | Non qualifiée |       |          |
| 1948  | Finaliste     | 1980 | Non qualifiée | 2012         | 6e            |       |          |
| 1952  | 8e            | 1984 | 11e           | 2016         | 6e            |       |          |
| 1956  | 4e            | 1988 | Non qualifiée | 2020         | Finaliste     |       |          |
| 1960  | 10e           | 1992 | Non qualifiée | 2024         | Finaliste     |       |          |
| 1964  | Non qualifiée | 1996 | Non qualifiée | 2028         | -             |       |          |
| 1968  | Non qualifiée | 2000 | Finaliste     | 2032         | -             |       |          |
| 1972  | Non qualifiée | 2004 | Non qualifiée | Pays inconnu | -             |       |          |

#### Coupe du monde
| Année | Position      |      | Année         | Position |           | Année | Position |
| 1950  | 6e            | 1978 | Non qualifiée | 2006     | 5e        |       |          |
| 1954  | 4e            | 1982 | Non qualifiée | 2010     | 13e       |       |          |
| 1959  | Non qualifiée | 1986 | 13e           | 2014     | Troisième |       |          |
| 1963  | 5e            | 1990 | Non qualifiée | 2019     | Troisième |       |          |
| 1967  | Non qualifiée | 1994 | Non qualifiée | 2023     | 18e       |       |          |
| 1970  | Non qualifiée | 1998 | Non qualifiée | 2027     | -         |       |          |
| 1974  | Non qualifiée | 2002 | Non qualifiée | 2031     | -         |       |          |

#### Eurobasket
| Année | Position  |      | Année         | Position     |           | Année | Position |
| 1935  | 5e        | 1969 | Non qualifiée | 1999         | 4e        |       |          |
| 1937  | Troisième | 1971 | 10e           | 2001         | 6e        |       |          |
| 1939  | 4e        | 1973 | 10e           | 2003         | 4e        |       |          |
| 1946  | 4e        | 1975 | Non qualifiée | 2005         | Troisième |       |          |
| 1947  | 5e        | 1977 | 11e           | 2007         | 8e        |       |          |
| 1949  | Finaliste | 1979 | 8e            | 2009         | 5e        |       |          |
| 1951  | Troisième | 1981 | 8e            | 2011         | Finaliste |       |          |
| 1953  | Troisième | 1983 | 5e            | 2013         | Vainqueur |       |          |
| 1955  | 9e        | 1985 | 6e            | 2015         | Troisième |       |          |
| 1957  | 8e        | 1987 | 9e            | 2017         | 12e       |       |          |
| 1959  | Troisième | 1989 | 6e            | 2022         | Finaliste |       |          |
| 1961  | 4e        | 1991 | 4e            | 2025         | -         |       |          |
| 1963  | 13e       | 1993 | 7e            | 2029         | -         |       |          |
| 1965  | 9e        | 1995 | 8e            | Pays inconnu | -         |       |          |
| 1967  | 11e       | 1997 | 10e           | Pays inconnu | -         |       |          |

### Classement mondial de la FIBA
Le classement mondial de la FIBA a été introduit afin de permettre une comparaison relative entre les équipes nationales de basket-ball. Il prend en compte toutes les équipes nationales affiliées à la FIBA sur la base de leurs résultats au cours des huit dernières années.
Voici le classement mondial de l'équipe de France après chaque campagne depuis 2006 :
| Année | Compétition               | Sélectionneur   | Résultat                  | Points FIBA | Classement FIBA |
| ----- | ------------------------- | --------------- | ------------------------- | ----------- | --------------- |
| 2006  | Championnat du monde      | Claude Bergeaud | 5e                        | 343         | 8e              |
| 2007  | Eurobasket                | Claude Bergeaud | 8e                        | 369         | 8e              |
| 2008  | Qualifications Eurobasket | Michel Gomez    | Qualifié pour l'Euro 2009 | 169         | 17e             |
| 2009  | Eurobasket                | Vincent Collet  | 5e                        | 181         | 15e             |
| 2010  | Championnat du monde      | Vincent Collet  | 13e                       | 170         | 14e             |
| 2011  | Eurobasket                | Vincent Collet  | Médaille d'argent, monde  | 195         | 12e             |
| 2012  | Jeux olympiques           | Vincent Collet  | Quart-de-finale           | 260         | 8e              |
| 2013  | Eurobasket                | Vincent Collet  | Médaille d'or, monde      | 280         | 8e              |
| 2014  | Coupe du monde            | Vincent Collet  | Médaille de bronze, monde | 360         | 5e              |
| 2015  | Eurobasket                | Vincent Collet  | Médaille de bronze, monde | 379         | 5e              |
| 2016  | Jeux olympiques           | Vincent Collet  | Quart-de-finale           | 444         | 4e              |
| 2017  | Eurobasket                | Vincent Collet  | Huitième-de-finale        | 636,2       | 4e              |
| 2019  | Coupe du monde            | Vincent Collet  | Médaille de bronze, monde | 665,4       | 5e              |
| 2021  | Jeux olympiques           | Vincent Collet  | Médaille d'argent, monde  | 670,5       | 5e              |
| 2022  | Eurobasket                | Vincent Collet  | Médaille d'argent, monde  | 715         | 5e              |
| 2023  | Coupe du monde            | Vincent Collet  | 18e                       | 736,3       | 9e              |
| 2024  | Jeux olympiques           | Vincent Collet  | Médaille d'argent, monde  | 753         | 4e              |

### Style de jeu

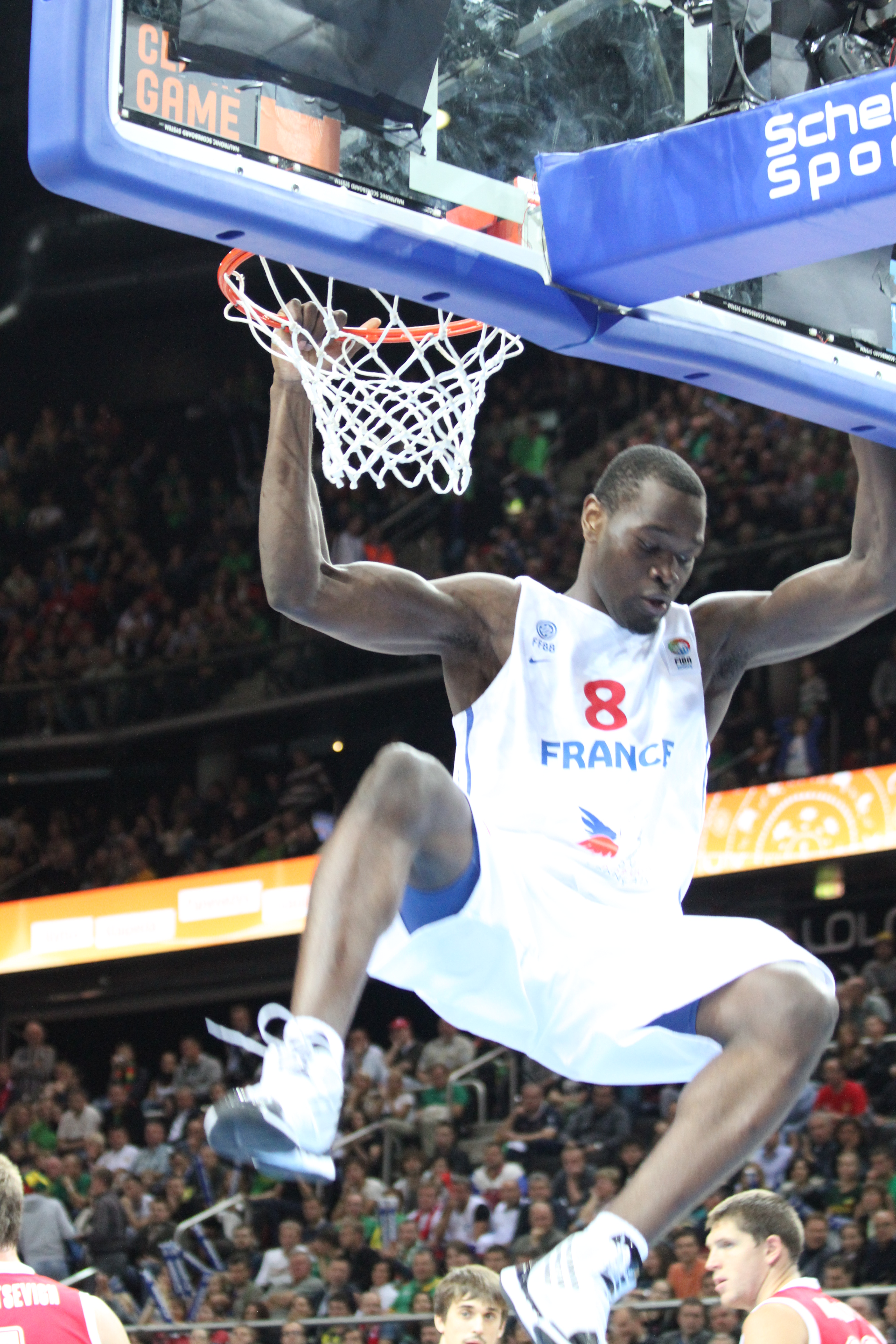
Dunk de Charles Kahudi lors de l'Euro 2011.

L'équipe de France est une sélection athlétique qui peut proposer un jeu d'attaque spectaculaire et une défense étouffante pour l'adversaire, à la manière des États-Unis, auxquels on la compare parfois.
Dotée de qualités de vitesse et de détente supérieures à celles de la plupart des équipes européennes, l'équipe de France apprécie le jeu rapide et la contre-attaque. En revanche, elle se montre parfois mal à l'aise sur jeu posé, et a longtemps souffert d'une maladresse chronique à trois points, un handicap lorsqu'elle affronte une défense de zone.
Problème récurrent pendant des décennies, l'absence de pivot dominant est un autre facteur qui a aussi longtemps limité ses possibilités au niveau international. L'intégration de Joakim Noah et Kevin Seraphin pour la campagne 2011, puis l'éclosion d'Alexis Ajinça et Joffrey Lauvergne à l'Euro 2013, et Rudy Gobert à la Coupe du monde 2014 ont toutefois changé la donne ces dernières saisons.
D'autre part, les Bleus ont longtemps été fragiles en attaque, par manque d'adresse et de fluidité collective, s'en remettant au seul Tony Parker pour s'en sortir dans ce secteur. Les médias spécialisés ont ainsi évoqué une « Parker-dépendance » pendant plusieurs campagnes. Mais le surprenant résultat obtenu à la Coupe du Monde 2014 (médaille de bronze), disputée sans Parker, prouve que les Bleus ont passé un cap dans ce domaine, grâce à des joueurs comme Nicolas Batum ou Thomas Heurtel, et au coaching de Vincent Collet.
Mais plus que l'attaque, c'est la défense qui constitue depuis quelques années la marque de fabrique des Bleus. L'équipe de France privilégie une défense individuelle, agressive sur les lignes extérieures.

### Équipementier et maillot
L'équipe de France possède traditionnellement deux jeux de maillots : un blanc pour les matchs à domicile, et un bleu pour les matchs à l'extérieur. Le short est toujours de la même couleur que le maillot. Les couleurs de la tenue de l'équipe font références à celles du drapeau tricolore.
En 2001, profitant de la performance des Bleus aux Jeux olympiques de Sydney, la FFBB signe un contrat avec l'équipementier américain Nike, après plusieurs années de collaboration avec l'équipementier allemand Adidas. L'engagement, qui court inititalement jusqu'en 2005, est reconduit plusieurs fois.

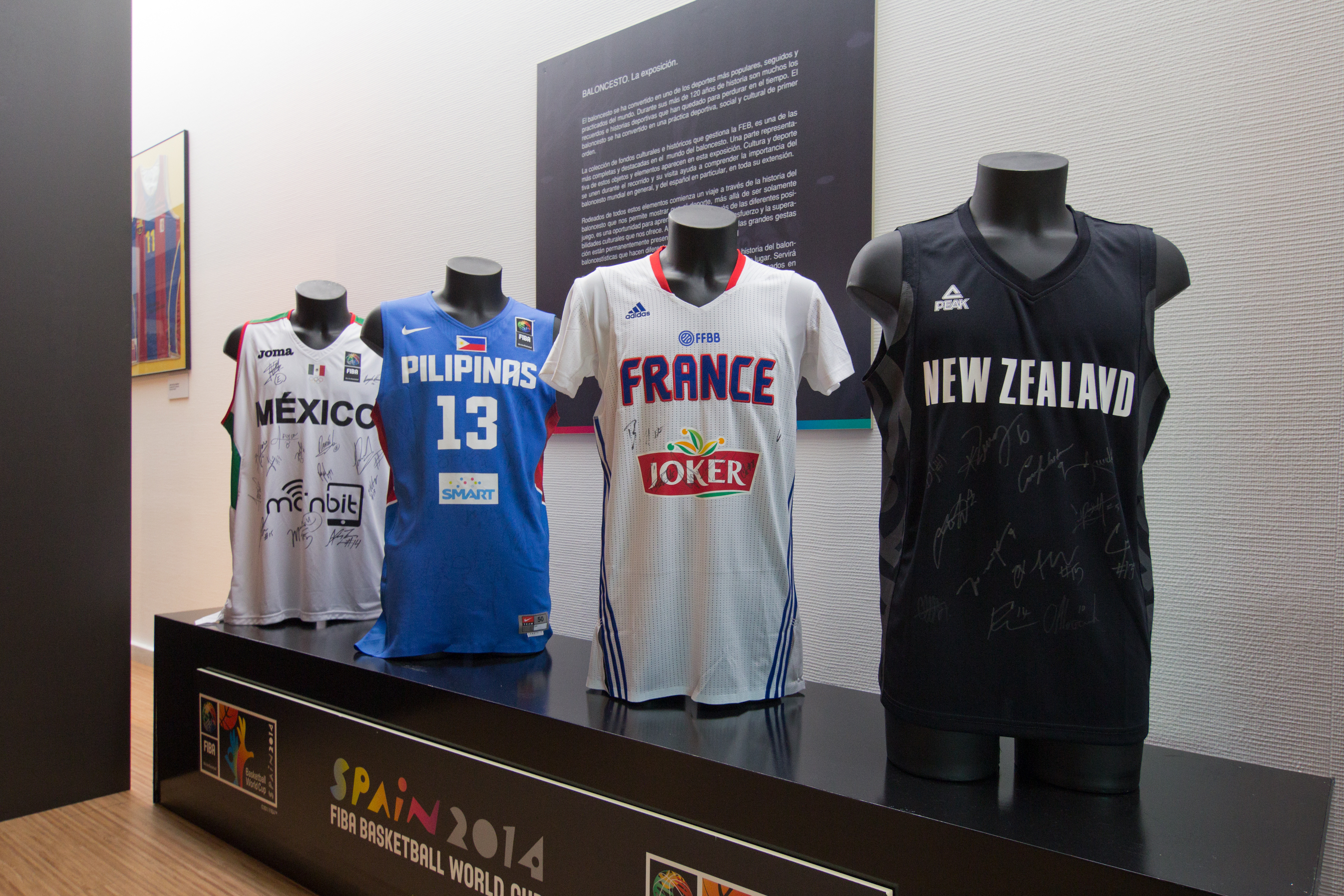
Le maillot à manches de la Coupe du Monde 2014

Le 19 septembre 2011, pour célébrer la qualification aux Jeux olympiques de Londres, Nike habille la statue de Winston Churchill, située près des Champs-Élysées, à Paris, d'un maillot bleu géant de Tony Parker. En juillet 2015, la cour d'appel de Paris condamne l'équipementier à verser 67 500 euros de dommages et intérêts au sculpteur Jean Cardot qui a porté plainte.
En juillet 2013, la FFBB annonce qu'elle quitte Nike après douze ans de collaboration et signe un contrat de quatre ans avec Adidas.
À l'occasion de la Coupe du Monde 2014, l'équipe de France est la première sélection internationale à porter des maillots à manches, suivant l'exemple de plusieurs franchises NBA qui ont tenté l'expérience lors de la saison NBA 2013-2014.
Pour l'EuroBasket 2015, les maillots à manches sont abandonnés. En revanche, Adidas introduit un maillot « third » de couleur rouge utilisé uniquement lors des matches de préparation.
En 2017, la Fédération française s'engage avec l'équipementier américain Jordan Brand, un partenariat voué à se prolonger jusqu'aux Jeux olympiques de 2024 à Paris.

### Distinctions
En 2000, l'équipe de France obtient le Prix Emmanuel-Rodocanacchi de l'Académie des sports comme Meilleure équipe sportive française de l'année à la suite de son parcours aux Jeux olympiques de Sydney.
En 2013, l'équipe de France reçoit le prix de Sportif français de l'année des auditeurs de Radio France à la suite de son premier titre de championne d'Europe. Elle est également nommée pour le prix de la Personnalité de l'année d'Europe 1.

## Personnalités emblématiques

### Joueurs marquants
La liste suivante est limitée aux joueurs qui comptent au moins 100 sélections ou ont marqué au moins 500 points en équipe de France, plus quelques personnalités intronisées à l'Académie du basket-ball français. Les noms sont rangés par ordre alphabétique (en gras, les joueurs toujours en activité).
- Tariq Abdul-Wahad (1974-)
- Andrew Albicy (1990-)
- Roger Antoine (1929-2003)
- Christian Baltzer (1936-)
- Nicolas Batum (1988-)
- Louis Bertorelle (1932-2012)
- Éric Beugnot (1955-)
- Jean-Paul Beugnot (1931-2001)
- Jim Bilba (1968-)
- Jean-Claude Bonato (1946-)
- Yann Bonato (1972-)
- George Brosterhous (1951-)
- André Buffière (1922-2014)
- Robert Busnel (1914-1991)
- Jacques Cachemire (1947-)
- Bill Cain (1948-)
- Patrick Cham (1959-)
- René Chocat (1920-2000)
- Richard Dacoury (1959-)
- Nando de Colo (1987-)
- Jean-Luc Deganis (1959-)
- Jean Degros (1939-)
- Jacques Dessemme (1925-2019)
- Louis Devoti (1926-2020)
- Boris Diaw (1982-)
- Alain Digbeu (1975-)
- Maxime Dorigo (1936-)
- Hervé Dubuisson (1957-)
- Alain Durand (1946-)
- Appolo Faye (1951-)
- Jacques Flouret (1907-1973)
- Laurent Foirest (1973-)
- Evan Fournier (1992-)
- Thierry Gadou (1969-)
- Alain Gilles (1945-2014)
- Mickaël Gelabale (1983-)
- Rudy Gobert (1992-)
- Henri Grange (1934-)
- Cyril Julian (1974-)
- Daniel Haquet (1957-)
- Roger Haudegand (1932-2017)
- Thomas Heurtel (1989-)
- Freddy Hufnagel (1960-)
- Charles Kahudi (1986-)
- Jacky Lamothe (1950-)
- Joffrey Lauvergne (1991-)
- Daniel Ledent (1945-)
- Michel Le Ray (1943-)
- Henri Lesmayoux (1913-1999)
- Bernard Mayeur (1938-2004)
- Jacques Monclar (1957-)
- Robert Monclar (1930-2012)
- Hugues Occansey (1966-)
- Stéphane Ostrowski (1962-)
- Tony Parker (1982-)
- Florent Piétrus (1981-)
- Jean Perniceni (1930-2010)
- Jacques Perrier (1924-2015)
- Antoine Rigaudeau (1971-)
- Stéphane Risacher (1972-)
- Étienne Roland (1912-2003)
- Jean-Michel Sénégal (1953-)
- Laurent Sciarra (1973-)
- Moustapha Sonko (1972-)
- Jean-Pierre Staelens (1945-2000)
- Philip Szanyiel (1960-)
- Charles Tassin (1946-)
- Ronny Turiaf (1983-)
- André Vacheresse (1927-2000)
- Georges Vestris (1959-)
- Frédéric Weis (1977-)
- Guerschon Yabusele (1995-)

### Sélectionneurs

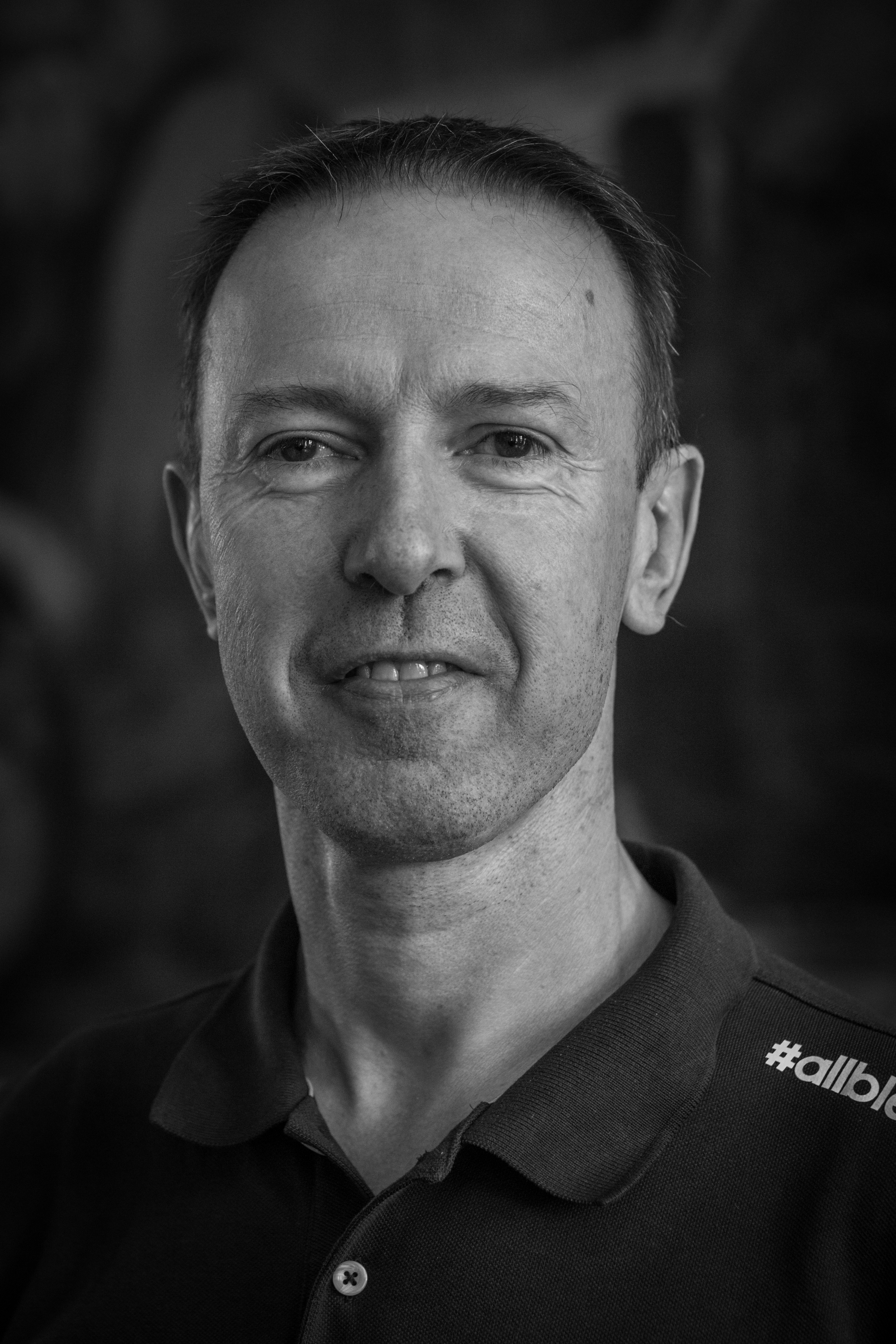
Vincent Collet en juin 2014.

À ses débuts, l'équipe de France n'a pas à proprement parler d'entraîneur, le capitaine de l'équipe tenant ce rôle. À l'occasion du premier Championnat d'Europe, qui se déroule en 1935, le poste d'entraîneur est tenu par Marius Orial, à qui succède Henri Kretzschmar pour l'Euro 1937.
Quinze sélectionneurs différents sont passés à la tête de l'équipe de France depuis 1946. Voici la liste :
| Entraîneur                                         | Période d'activité | Matches dirigés | Victoires | Défaites | Ratio       | Médaille(s) | Palmarès                                                                                 |
| -------------------------------------------------- | ------------------ | --------------- | --------- | -------- | ----------- | ----------- | ---------------------------------------------------------------------------------------- |
| Paul Geist                                         | 1946               | -               | -         | -        | -           | -           | -                                                                                        |
| Michael Ruzgis                                     | 1947               | -               | -         | -        | -           | -           | -                                                                                        |
| Robert Busnel                                      | 1947-1957          | 156             | 101       | 55       | 64,7%       | 4           | JO 1948, Euro 1949, Euro 1951, Euro 1953                                                 |
| André Buffière                                     | 1957-1964          | 108             | 62        | 46       | 57,4%       | 1           | Euro 1959                                                                                |
| Joë Jaunay                                         | 1965-1974          | 188             | 103       | 84       | 54,8% (1 N) | -           | -                                                                                        |
| Jacques Fiévé                                      | 1974               | -               | -         | -        | -           | -           | -                                                                                        |
| Pierre Dao                                         | 1975-1983          | 163             | 87        | 76       | 53,4%       | -           | -                                                                                        |
| Jean Luent                                         | 1983-1985          | -               | -         | -        | -           | -           | -                                                                                        |
| Jean Galle                                         | 1985-1988          | -               | -         | -        | -           | -           | -                                                                                        |
| Francis Jordane                                    | 1988-1993          | -               | -         | -        | -           | -           | -                                                                                        |
| Michel Gomez                                       | 1993-1995          | -               | -         | -        | -           | -           | -                                                                                        |
| Jean-Pierre de Vincenzi                            | 1995-2000          | -               | -         | -        | -           | 1           | JO 2000                                                                                  |
| Alain Weisz                                        | 2000-2003          | -               | -         | -        | -           | -           | -                                                                                        |
| Claude Bergeaud                                    | 2003-2007          | -               | -         | -        | -           | 1           | Euro 2005                                                                                |
| Michel Gomez                                       | 2008-2009          | 6               | 3         | 3        | 50%         | -           | -                                                                                        |
| Vincent Collet                                     | 2009-2024          | 253             | 179       | 74       | 70,8%       | 8           | Euro 2013, Euro 2011, JO 2020, Euro 2022, JO 2024, Mondial 2014, Mondial 2019, Euro 2015 |
| Frédéric Fauthoux                                  | 2024-              | -               | -         | -        | -           | -           | -                                                                                        |
| Dernière mise à jour : après USA-France 12/03/2025 |                    |                 |           |          |             |             |                                                                                          |

### Capitaines
L'équipe de France a compté de nombreux capitaines au cours de son histoire.
Parmi les plus emblématiques, on peut citer André Buffière, capitaine de l'équipe vice-championne olympique en 1948, Roger Antoine, capitaine de 1951 à 1960, Jean Degros (1961-1968), Jean-Michel Senegal (1977-1984), Stéphane Ostrowski (1988-1996), Jim Bilba (1996,1998-2001) ou encore Boris Diaw, en poste de 2006 à 2018.
Voici la liste des capitaines de l'équipe de France lors des grandes compétitions internationales depuis 1988 :
| Capitaine          | Période   |
| ------------------ | --------- |
| Stéphane Ostrowski | 1988-1996 |
| Jim Bilba          | 1996      |
| Thierry Gadou      | 1997      |
| Jim Bilba          | 1998-2001 |
| Laurent Sciarra    | 2002      |
| Tony Parker        | 2003      |
| Laurent Foirest    | 2004      |
| Antoine Rigaudeau  | 2005      |
| Boris Diaw         | 2006-2018 |
| Nicolas Batum      | 2018-2024 |
| Guerschon Yabusele | 2025-     |

## Statistiques

### Statistiques sur les matches

#### Bilan des matches
Au 11août 2024, terme des Jeux olympiques d'été de 2024 de Paris, l'équipe de France masculine de basket-ball a disputé 1359 matches pour un bilan de 813 victoires, 545 défaites et 1 matche nul.

##### Par adversaire
Le tableau suivant dresse le bilan des matches contre tous les adversaires. L'équipe de France présente un bilan général positif mais présente un bilan négatif par rapport à des équipes majeures, actuelles ou anciennes, du basket-ball mondial comme l'Argentine, l'Espagne, les États-Unis, la Grèce, l'URSS ou la Yougoslavie. Mais l'équipe de France a un bilan positif contre l'Allemagne, la Lituanie, la Russie, la Serbie ou même la Turquie. Le seul match nul réalisé, à ce jour[Quand ?], par l'équipe de France fut le 20 février 1970 contre les Pays-Bas.
| Adversaire             | Matches | Victoires | Défaites | Nuls | Moyenne de points marqués | Moyenne de points encaissés | % de victoires |
| ---------------------- | ------- | --------- | -------- | ---- | ------------------------- | --------------------------- | -------------- |
| Albanie                | 2       | 2         | 0        | 0    | 89,5                      | 63,0                        | 100            |
| Algérie                | 3       | 3         | 0        | 0    | 100,0                     | 62,3                        | 100            |
| Allemagne              | 70      | 51        | 26       | 0    | 76,2                      | 70,4                        | 66             |
| Angola                 | 2       | 2         | 0        | 0    | 73,0                      | 54,5                        | 100            |
| Argentine              | 14      | 6         | 8        | 0    | 69,0                      | 68,6                        | 43             |
| Australie              | 13      | 7         | 8        | 0    | 72,7                      | 69,9                        | 47             |
| Autriche               | 16      | 15        | 1        | 0    | 79,4                      | 56,8                        | 94             |
| Belgique               | 67      | 49        | 19       | 0    | 67,3                      | 57,6                        | 72             |
| Bénin                  | 2       | 2         | 0        | 0    | 106,5                     | 83,5                        | 100            |
| Biélorussie            | 3       | 3         | 0        | 0    | 84,0                      | 60,3                        | 100            |
| Bosnie-Herzégovine     | 9       | 12        | 1        | 0    | 84,0                      | 60,3                        | 92             |
| Brésil                 | 19      | 9         | 11       | 0    | 73,7                      | 78,1                        | 45             |
| Bulgarie               | 47      | 23        | 24       | 0    | 75,3                      | 72,7                        | 49             |
| Cambodge               | 2       | 2         | 0        | 0    | 66,5                      | 48,5                        | 100            |
| Canada                 | 14      | 10        | 7        | 0    | 74,8                      | 72,5                        | 59             |
| Chili                  | 4       | 3         | 1        | 0    | 55,0                      | 50,8                        | 75             |
| Chine                  | 17      | 11        | 6        | 0    | 74,6                      | 67,0                        | 65             |
| Corée du Sud           | 1       | 1         | 0        | 0    | 101,0                     | 84,0                        | 100            |
| Côte d'Ivoire          | 1       | 3         | 0        | 0    | 78,3                      | 61,3                        | 100            |
| Croatie                | 20      | 12        | 9        | 0    | 79,0                      | 75,4                        | 57             |
| Cuba                   | 18      | 10        | 8        | 0    | 83,9                      | 79,1                        | 56             |
| Danemark               | 4       | 4         | 0        | 0    | 100,5                     | 60,5                        | 100            |
| Écosse                 | 3       | 4         | 0        | 0    | 92,0                      | 60,8                        | 100            |
| Égypte                 | 11      | 8         | 3        | 0    | 69,8                      | 55,5                        | 73             |
| Équateur               | 1       | 1         | 0        | 0    | 48,0                      | 43,0                        | 100            |
| Espagne                | 76      | 26        | 53       | 0    | 74,7                      | 80,0                        | 33             |
| Estonie                | 6       | 4         | 2        | 0    | 65,5                      | 52,5                        | 67             |
| États-Unis             | 19      | 5         | 17       | 0    | 75,4                      | 88,8                        | 23             |
| Finlande               | 27      | 23        | 7        | 0    | 79,2                      | 68,8                        | 77             |
| Géorgie                | 3       | 3         | 0        | 0    | 90,3                      | 64,3                        | 100            |
| Grande-Bretagne        | 18      | 17        | 6        | 0    | 81,5                      | 62,9                        | 74             |
| Grèce                  | 49      | 20        | 29       | 0    | 73,3                      | 76,2                        | 41             |
| Hongrie                | 36      | 24        | 15       | 0    | 68,1                      | 63,6                        | 62             |
| Iran                   | 4       | 6         | 0        | 0    | 69,3                      | 48,5                        | 100            |
| Irlande                | 2       | 2         | 0        | 0    | 83,5                      | 43,0                        | 100            |
| Islande                | 2       | 2         | 0        | 0    | 109,5                     | 71,0                        | 100            |
| Israël                 | 39      | 21        | 18       | 0    | 82,5                      | 78,7                        | 54             |
| Italie                 | 93      | 45        | 52       | 0    | 67,5                      | 68,9                        | 46             |
| Japon                  | 5       | 7         | 1        | 0    | 89,6                      | 71,0                        | 88             |
| Jordanie               | 1       | 1         | 0        | 0    | 103,0                     | 64,0                        | 100            |
| Lettonie               | 17      | 10        | 8        | 0    | 62,3                      | 61,5                        | 56             |
| Liban                  | 3       | 2         | 1        | 0    | 67,3                      | 53,0                        | 67             |
| Libye                  | 1       | 1         | 0        | 0    | 103,0                     | 32,0                        | 100            |
| Lituanie               | 27      | 21        | 11       | 0    | 73,0                      | 72,3                        | 66             |
| Luxembourg             | 5       | 5         | 0        | 0    | 80,0                      | 26,4                        | 100            |
| Macédoine              | 2       | 2         | 0        | 0    | 77,0                      | 62,0                        | 100            |
| Mali                   | 1       | 1         | 0        | 0    | 85,0                      | 55,0                        | 100            |
| Mexique                | 5       | 2         | 3        | 0    | 75,0                      | 70,6                        | 40             |
| Monténégro             | 2       | 8         | 7        | 0    | 80,4                      | 68,9                        | 88             |
| Nigeria                | 2       | 2         | 0        | 0    | 71,5                      | 63,0                        | 100            |
| Norvège                | 1       | 1         | 0        | 0    | 96,0                      | 77,0                        | 100            |
| Nouvelle-Zélande       | 4       | 3         | 1        | 0    | 76,8                      | 68,0                        | 75             |
| Panama                 | 1       | 1         | 0        | 0    | 91,0                      | 88,0                        | 100            |
| Pays-Bas               | 32      | 25        | 7        | 1    | 80,5                      | 66,8                        | 76             |
| Pérou                  | 1       | 1         | 0        | 0    | 49,0                      | 46,0                        | 100            |
| Philippines            | 5       | 3         | 2        | 0    | 81,6                      | 71,6                        | 60             |
| Pologne                | 59      | 41        | 19       | 0    | 77,4                      | 72,9                        | 68             |
| Porto Rico             | 7       | 3         | 4        | 0    | 88,9                      | 89,0                        | 43             |
| Portugal               | 6       | 8         | 0        | 0    | 67,5                      | 39,6                        | 100            |
| République dominicaine | 1       | 1         | 0        | 0    | 90,0                      | 56,0                        | 100            |
| République tchèque     | 11      | 14        | 0        | 0    | 86,9                      | 68,5                        | 100            |
| Roumanie               | 21      | 14        | 7        | 0    | 78,1                      | 74,0                        | 67             |
| Russie                 | 21      | 15        | 6        | 0    | 80,1                      | 75,5                        | 71             |
| Sénégal                | 2       | 2         | 0        | 0    | 97,5                      | 77,5                        | 100            |
| Serbie                 | 19      | 10        | 10       | 0    | 69,5                      | 89,0                        | 50             |
| Singapour              | 1       | 1         | 0        | 0    | 81,0                      | 54,0                        | 100            |
| Slovénie               | 17      | 13        | 6        | 0    | 79,0                      | 73,3                        | 68             |
| Suède                  | 20      | 18        | 2        | 0    | 86,5                      | 68,7                        | 90             |
| Suisse                 | 29      | 29        | 0        | 0    | 56,5                      | 37,5                        | 100            |
| Syrie                  | 1       | 1         | 0        | 0    | 56,0                      | 22,0                        | 100            |
| Taïwan                 | 1       | 1         | 0        | 0    | 58,0                      | 48,0                        | 100            |
| Tchécoslovaquie        | 44      | 19        | 25       | 0    | 70,9                      | 71,8                        | 43             |
| Tunisie                | 5       | 6         | 0        | 0    | 83,5                      | 50,2                        | 100            |
| Turquie                | 46      | 34        | 14       | 0    | 72,7                      | 65,4                        | 71             |
| Ukraine                | 9       | 6         | 3        | 0    | 84,3                      | 74,9                        | 67             |
| URSS                   | 46      | 8         | 38       | 0    | 73,0                      | 88,3                        | 17             |
| Uruguay                | 8       | 5         | 3        | 0    | 69,0                      | 65,5                        | 63             |
| Venezuela              | 2       | 3         | 0        | 0    | 87,7                      | 61,3                        | 100            |
| Yougoslavie            | 57      | 15        | 42       | 0    | 67,5                      | 73,7                        | 26             |
| Total                  | 1359    | 813       | 545      | 1    | 78,3                      | 64,3                        | 60 %           |

##### Par décennie
Le tableau suivant dresse le bilan des matches de l'équipe de France par décennie. Le bilan est positif de manière générale sauf pendant les années 80 où la France affiche un bilan négatif.
| Décennie  | Matches | Victoires | Défaites | Nuls | Moyenne de points marqués | Moyenne de points encaissés | % de victoires |
| --------- | ------- | --------- | -------- | ---- | ------------------------- | --------------------------- | -------------- |
| 1900-1909 | 81      | 64        | 17       | 0    | 75,0                      | 61,0                        | 79             |
| 1910-1919 | 0       | 0         | 0        | 0    | 0                         | 0                           | 0              |
| 1920-1929 | 3       | 1         | 2        | 0    | 22,0                      | 20,7                        | 33             |
| 1930-1939 | 41      | 26        | 15       | 0    | 33,7                      | 26,6                        | 63             |
| 1940-1949 | 45      | 32        | 13       | 0    | 42,7                      | 33,1                        | 71             |
| 1950-1959 | 147     | 91        | 56       | 0    | 58,0                      | 52,3                        | 62             |
| 1960-1969 | 154     | 92        | 62       | 0    | 70,5                      | 64,4                        | 60             |
| 1970-1979 | 177     | 92        | 84       | 1    | 82,1                      | 79,5                        | 52             |
| 1980-1989 | 200     | 88        | 112      | 0    | 89,7                      | 91,3                        | 44             |
| 1990-1999 | 138     | 79        | 59       | 0    | 79,7                      | 77,2                        | 57             |
| 2000-2009 | 158     | 100       | 58       | 0    | 78,0                      | 71,5                        | 63             |
| 2010-2019 | 149     | 104       | 45       | 0    | 78,5                      | 71,6                        | 70             |
| 2020-2029 | 70      | 49        | 21       | 0    | 81,7                      | 72,4                        | 70             |

#### Records d'équipe
| Statistique               | Record | Date             | Compétition                         | Rencontre                                        |
| ------------------------- | ------ | ---------------- | ----------------------------------- | ------------------------------------------------ |
| Plus large victoire       | 94     | 28 avril 1947    | Championnat d'Europe 1947           | France bat Autriche 100-6                        |
| Plus large défaite        | 58     | 3 août 1984      | Jeux olympiques de Los Angeles      | États-Unis bat France 120-62                     |
| Plus de points marqués    | 126    | 21 novembre 1985 | Qualifications pour le Mondial 1986 | Grèce bat France 130-126 (après 3 prolongations) |
| Moins de points marqués   | 14     | 25 mai 1938      | Match amical                        | Lettonie bat France 54-14                        |
| Moins de points marqués   | 14     | 22 octobre 1938  | Match amical                        | Lettonie bat France 18-14                        |
| Plus de points encaissés  | 130    | 21 novembre 1985 | Qualifications pour le Mondial 1986 | Grèce bat France 130-126 (après 3 prolongations) |
| Moins de points encaissés | 6      | 28 avril 1947    | Championnat d'Europe 1947           | France bat Autriche 100-6                        |

### Records individuels

#### Sélections
Le tableau suivant représente les joueurs les plus sélectionnés en équipe de France de basketball :
| Joueur              | Sélections |
| ------------------- | ---------- |
| Hervé Dubuisson     | 259        |
| Jacques Cachemire   | 250        |
| Boris Diaw          | 247        |
| Florent Piétrus     | 230        |
| Eric Beugnot        | 212        |
| Jean-Michel Senegal | 210        |
| Nando de Colo       | 208        |
| Jacques Monclar     | 201        |
| Stéphane Ostrowski  | 193        |
| Philip Szanyiel     | 192        |
| Tony Parker         | 181        |
| Nicolas Batum       | 177        |
| Jean-Claude Bonato  | 174        |
| Jim Bilba           | 170        |
| Alain Gilles        | 160        |
| Richard Dacoury     | 160        |
| Georges Vestris     | 157        |
| Mickaël Gelabale    | 156        |
| Jacky Lamothe       | 155        |
| Laurent Foirest     | 150        |
| Christian Baltzer   | 148        |
| Jean Degros         | 148        |
| Robert Monclar      | 142        |

En gras les joueurs encore actifs.

#### Points en carrière
Le tableau suivant représente les joueurs qui ont marqué le plus grand nombre de points pour l'équipe de France de basketball :
| Joueur             | Points |
| ------------------ | ------ |
| Hervé Dubuisson    | 3 913  |
| Jacques Cachemire  | 2 843  |
| Stéphane Ostrowski | 2 813  |
| Tony Parker        | 2 741  |
| Éric Beugnot       | 2 491  |
| Philip Szanyiel    | 2 359  |
| Alain Gilles       | 2 286  |
| Richard Dacoury    | 2 242  |
| Nando de Colo      | 2 194  |
| Jean-Claude Bonato | 2 147  |
| Boris Diaw         | 2 090  |
| Nicolas Batum      | 1 783  |
| Antoine Rigaudeau  | 1 500  |
| Evan Fournier      | 1 329  |
| Laurent Foirest    | 1 292  |
| Florent Pietrus    | 1 210  |
| Jim Bilba          | 1 198  |
| Yann Bonato        | 1 164  |
| Mickaël Gelabale   | 1 122  |
| Jean-Paul Beugnot  | 1 081  |

En gras les joueurs encore actifs.

#### Points sur un match
Le tableau suivant représente les joueurs qui ont marqué le plus grand nombre de points sur un match pour l'équipe de France de basketball :
| Joueur              | Date       | Compétition                    | Adversaire      | Points |
| ------------------- | ---------- | ------------------------------ | --------------- | ------ |
| Hervé Dubuisson (1) | 21/11/1985 | Qualifications Mondial 1986    | Grèce           | 51     |
| Hervé Dubuisson (2) | 28/06/1981 | Amical                         | Italie          | 39     |
| Hervé Dubuisson (3) | 07/06/1985 | Eurobasket 1985                | Pologne         | 39     |
| Yann Bonato         | 30/06/1995 | Eurobasket 1995                | Yougoslavie     | 38     |
| Hervé Dubuisson (4) | 21/05/1984 | Qualifications JO 1984         | Suède           | 38     |
| Richard Dacoury     | 26/05/1989 | Amical                         | RFA             | 37     |
| Hervé Dubuisson (5) | 17/05/1980 | Qualifications JO 1980         | Tchécoslovaquie | 37     |
| Tony Parker (1)     | 20/09/2008 | Qualifications Eurobasket 2009 | Turquie         | 37     |
| Hervé Dubuisson (6) | 09/06/1987 | Eurobasket 1987                | Israël          | 36     |
| Tony Parker (2)     | 04/09/2007 | Eurobasket 2007                | Italie          | 36     |

En gras les joueurs encore actifs.

#### Rebonds sur un match
Le tableau suivant représente les joueurs qui ont pris le plus grand nombre de rebonds sur un match pour l'équipe de France de basketball.
| Joueur            | Date       | Compétition                      | Adversaire         | Rebonds |
| ----------------- | ---------- | -------------------------------- | ------------------ | ------- |
| Rudy Gobert (1)   | 10/09/2022 | Eurobasket 2022                  | Turquie            | 17      |
| Victor Wembanyama | 23/02/2023 | Eliminatoire coupe de monde 2023 | République Tchèque | 17      |
| Rudy Gobert (2)   | 11/09/2019 | Coupe du Monde 2019              | USA                | 16      |
| Rudy Gobert (3)   | 05/08/2021 | JO 2020                          | Slovénie           | 16      |
| Ronny Turiaf (1)  | 07/09/2009 | Eurobasket 2009                  | Allemagne          | 14      |
| Rudy Gobert (4)   | 20/09/2015 | Eurobasket 2015                  | Serbie             | 14      |
| Nicolas Batum     | 03/08/2021 | JO 2020                          | Italie             | 14      |
| Jim Bilba         | 24/06/1995 | Eurobasket 1995                  | Turquie            | 13      |
| Rudy Gobert (5)   | 10/09/2014 | Coupe du Monde 2014              | Espagne            | 13      |
| Joakim Noah       | 09/09/2011 | Eurobasket 2011                  | Lituanie           | 13      |
| Rudy Gobert (6)   | 17/09/2015 | Eurobasket 2015                  | Espagne            | 13      |
| Charles Kahudi    | 12/08/2016 | JO 2016                          | Venezuela          | 12      |
| Rudy Gobert (7)   | 17/08/2016 | JO 2016                          | Espagne            | 12      |
| Ronny Turiaf (2)  | 27/08/2009 | Qualifications Eurobasket 2009   | Belgique           | 12      |

En gras les joueurs encore actifs.

### Distinctions individuelles
Cette section regroupe les trophées individuels remportés par les joueurs de l'équipe de France lors des grandes compétitions internationales (par ordre chronologique).
- Maxime Dorigo
  - Meilleur marqueur (au total de points) et élu dans le meilleur cinq du Mondial 1963
- Yann Bonato
  - Meilleur marqueur (au total de points) de l'Eurobasket 1995
- Boris Diaw
  - Élu dans le meilleur cinq de l'Eurobasket 2005
- Tony Parker
  - Élu dans le meilleur cinq de l'EuroBasket 2003
  - Meilleur marqueur et élu dans le meilleur cinq de l'Eurobasket 2011
  - Meilleur marqueur et élu dans le meilleur cinq de l'Eurobasket 2013
  - MVP de l'Eurobasket 2013
- Nicolas Batum
  - Élu dans le meilleur cinq de la Coupe du Monde 2014
- Nando de Colo
  - Élu dans le meilleur cinq de l'Eurobasket 2015
- Evan Fournier
  - Élu dans le meilleur cinq de la Coupe du Monde 2019
- Rudy Gobert
  - Élu dans le meilleur cinq de l'Eurobasket 2022
  - Élu dans le meilleur cinq des Jeux olympiques de 2020
- Victor Wembanyama
  - Élu dans le meilleur cinq des Jeux olympiques de 2024
- Gerschon Yabusele
  - Élu dans le second cinq des Jeux olympiques de 2024

## Quelques repères chronologiques
- 4 avril 1926 : premier match officiel. À Milan, les Bleus s'inclinent 24 à 20 ou 23 à 17, selon les sources, face à l'Italie.
- 6 mai 1928 : première victoire de l'équipe de France qui défait la Belgique à Bruxelles sur le score de 31 à 17.
- 26 avril 1931 : première victoire à domicile de l'équipe de France qui bat la Belgique à Paris sur le score de 53 à 21.
- 25 juin 1932 : naissance de la Fédération française de basket-ball.
- 3 mai 1935 : premier match remporté au Championnat d'Europe. À Genève, en Suisse, les Bleus battent la Roumanie 66 à 23.
- 7 août 1936 : première rencontre de l'équipe de France aux Jeux olympiques. À Berlin, en Allemagne, les Bleus s'inclinent 34 à 29 face à l'Estonie.
- 7 mai 1937 : l'équipe de France décroche la médaille de bronze au Championnat d'Europe, à Riga, en Lettonie.
- 7 mars 1943 : première rencontre contre l'Espagne. À Toulouse, les Bleus s'imposent 25 à 24.
- 13 juillet 1948 : l'équipe de France décroche la médaille d'argent des Jeux olympiques de Londres.
- 22 mai 1949 : l'équipe de France obtient la médaille d'argent au Championnat d'Europe qui se déroule au Caire, en Égypte.
- 18 février 1956 : première victoire contre l'URSS. Au Vélodrome d'Hiver de Paris, lors d'un match amical, les Bleus s'imposent 61 à 55[126].
- 5 mai 1979 : première victoire contre les États-Unis. Devant 10 000 spectateurs, au Palais des sports de Lyon, les Bleus s'imposent 96 à 86 contre une sélection composée de joueurs universitaires dans le cadre de la Coupe intercontinentale[127].
- 25 juin 1989 : dernière sélection de Hervé Dubuisson, contre l'Espagne, lors du Championnat d'Europe qui se tient à Zagreb. Dubuisson détient les records de sélections et de points de l'équipe de France.
- 21 juillet 1992: l'équipe de France affronte la Dream Team américaine, en préparation pour les Jeux olympiques de Barcelone, au Stade Louis-II, à Monaco. Les Bleus s'inclinent 111 à 71[128].
- 1er octobre 2000 : l'équipe de France décroche la médaille d'argent aux Jeux olympiques de Sydney.
- 22 novembre 2000 : première sélection de Tony Parker, contre la Turquie, à Ankara, dans le cadre de la Coupe des Nations[129].
- 25 septembre 2005 : l'équipe de France décroche la médaille de bronze à l'Eurobasket 2005, à Belgrade.
- 18 septembre 2011 : l'équipe de France obtient la médaille d'argent au Championnat d'Europe à Vilnius, en Lituanie.
- 22 septembre 2013 : premier titre de champion d'Europe. À Ljubljana, en Slovénie, les Bleus battent la Lituanie 80 à 66 en finale.
- 14 septembre 2014 : première médaille en Coupe du monde (bronze), obtenue aux dépens de la Lituanie lors de la petite finale.
- 20 septembre 2015 : l'équipe de France décroche la médaille de bronze à l'Eurobasket 2015, à Lille.
- 11 septembre 2019 : lors du quart de finale de la coupe du monde de Basket 2019, l'équipe de France affronte la Team USA. La France gagne contre le favori de la compétition (79-89). La Team USA n'avait pas perdu un match officiel depuis 13 ans.
- 25 juillet 2021 : L'équipe de France bat Team USA lors de la phase de poules des Jeux olympiques de Tokyo (83-76). Jamais les États-Unis n'ont été battus deux fois d'affilée en compétition officielle par la même nation. De plus, Team USA n'avait plus perdu un match en tournoi olympique depuis les Jeux de 2004.
- 7 août 2021 : Les États-Unis prennent leur revanche en finale des Jeux de Tokyo en battant les Français, 87 à 82. La France décroche sa troisième médaille d'argent aux Jeux olympiques après 1948 et 2000.